# Guerra de Independência da Turquia
A Guerra de Independência da Turquia (em turco: Kurtuluş Savaşı, "Guerra de Libertação", também conhecido figurativamente como İstiklâl Harbi, "Guerra de Independência" ou Millî Mücadele, "Luta Nacional"; 19 de maio de 1919 – 24 de julho de 1923) foi uma série de campanhas militares e uma revolução travada pelo Movimento Nacional Turco, depois que o Império Otomano foi ocupado e dividido após sua derrota na Primeira Guerra Mundial. O conflito foi entre os nacionalistas turcos contra as forças aliadas e separatistas sobre a aplicação dos princípios wilsonianos, especialmente a autodeterminação, na Anatólia pós-Primeira Guerra Mundial e na Trácia Oriental. A revolução concluiu o colapso do Império Otomano, pondo fim ao sultanato otomano e ao califado otomano e estabelecendo a República da Turquia. Isso resultou na transferência da soberania do sultão-califa para a nação, preparando o cenário para a reforma revolucionária nacionalista na Turquia republicana.
Embora a Primeira Guerra Mundial tenha terminado para os otomanos com o Armistício de Mudros, os Aliados continuaram a ocupar terras de acordo com o Acordo Sykes-Picot e para facilitar o processo de antigos membros do Comitê União e Progresso e dos envolvidos no genocídio armênio. Os comandantes otomanos, portanto, recusaram ordens dos Aliados e do governo otomano para dissolver suas forças. Em uma atmosfera de turbulência, o sultão Maomé VI enviou o respeitado general Mustafa Kemal Paxá (Atatürk) para restaurar a ordem; no entanto, ele se tornou um facilitador e líder da resistência nacionalista turca. Numa tentativa de estabelecer o controle sobre o vácuo de poder na Anatólia, os Aliados concordaram em lançar uma força de paz grega e ocupar Esmirna (İzmir), inflamando as tensões sectárias e dando início à Guerra da Independência Turca. Um contra-governo nacionalista liderado por Mustafa Kemal foi estabelecido em Ancara quando ficou claro que o governo otomano estava apaziguando os Aliados. Os Aliados pressionaram o "governo de Istambul" otomano a suspender a Constituição, o Parlamento e assinar o Tratado de Sèvres, um tratado desfavorável aos interesses turcos que o "governo de Ancara" declarou ilegal.
As forças turcas e sírias derrotaram os franceses no sul, e unidades do exército remobilizadas partiram para dividir a Armênia com os bolcheviques, resultando no Tratado de Carse (1921). A Frente Ocidental é conhecida como Guerra Greco-Turca. A organização da milícia de İsmet Paxá (İnönü) em um exército regular deu resultado quando as forças de Ancara lutaram contra os gregos na Primeira e Segunda Batalha de İnönü. Os gregos saíram vitoriosos na Batalha de Cutáquia-Esquixequir e avançaram para Ancara. Os turcos detiveram seu avanço na Batalha de Sacaria e contra-atacaram na Grande Ofensiva, que expulsou as forças gregas. A guerra terminou com a retomada de Izmir, a Crise de Chanak e outro armistício em Mudanya.
A Grande Assembleia Nacional em Ancara foi reconhecida como o governo turco legítimo, que assinou o Tratado de Lausanne, um tratado mais favorável à Turquia do que o de Sèvres. Os Aliados evacuaram a Anatólia e a Trácia oriental, o governo otomano foi derrubado, a monarquia foi abolida e a Grande Assembleia Nacional da Turquia declarou a República da Turquia em 29 de outubro de 1923. Com a guerra, uma troca populacional entre a Grécia e a Turquia, a divisão do Império Otomano e a abolição do sultanato, a era otomana chegou ao fim e, com as reformas de Atatürk, os turcos criaram a nação secular da Turquia. A demografia da Turquia foi significativamente impactada pelo genocídio armênio e pelas deportações de pessoas de língua grega, cristãs ortodoxas, do povo Rum.  O Movimento Nacionalista Turco levou a cabo massacres e deportações para eliminar as populações cristãs — uma continuação do genocídio e de outras limpezas étnicas durante a Primeira Guerra Mundial. A presença cristã na Anatólia foi amplamente destruída; os muçulmanos passaram de 80% para 98% da população. 

## Antecedentes
Após a política caótica da Segunda Era Constitucional, o Império Otomano ficou sob o controle do Comitê União e Progresso em um golpe em 1913, e então consolidou ainda mais seu controle após o assassinato de Mahmud Shevket Paxá. Fundado como um grupo revolucionário radical que buscava evitar o colapso do Império Otomano, na véspera da Primeira Guerra Mundial decidiu que a solução seria implementar políticas nacionalistas e centralizadoras. O CUP reagiu às perdas de terras e à expulsão de muçulmanos das Guerras dos Balcãs tornando-se ainda mais nacionalista. Parte de seu esforço para consolidar o poder foi proscrever e exilar políticos da oposição do Partido da Liberdade e do Acordo para a remota Sinop.
Os unionistas levaram o Império Otomano para a Primeira Guerra Mundial ao lado da Alemanha e da Áustria-Hungria, durante a qual uma campanha genocida foi travada contra os cristãos otomanos, nomeadamente armênios, gregos pônticos e assírios. Baseou-se em uma suposta conspiração de que os três grupos se rebelariam ao lado dos Aliados, então uma punição coletiva foi aplicada. Uma suspeita e repressão semelhantes do governo nacionalista turco foram direcionadas às populações árabes e curdas, levando a rebeliões localizadas. As potências da Entente reagiram a esses acontecimentos acusando os líderes da CUP, comumente conhecidos como os Três Paxás, de "crimes contra a humanidade" e ameaçando-os de responsabilização. Eles também tinham ambições imperialistas em território otomano, com correspondências sobre um acordo pós-guerra no Império Otomano vazando para a imprensa como o Acordo Sykes-Picot. A saída da Rússia da Primeira Guerra Mundial e sua entrada na guerra civil foram motivadas em parte pelo fechamento otomano dos estreitos turcos às mercadorias destinadas à Rússia. Um novo imperativo foi dado às potências da Entente para tirar o Império Otomano da guerra e reiniciar a Frente Oriental.
A Primeira Guerra Mundial seria o prego no caixão do otomanismo, um nacionalismo imperialista e multicultural. Os maus-tratos a grupos não turcos depois de 1913 e o contexto geral de grande convulsão sociopolítica que ocorreu após a Primeira Guerra Mundial significaram que muitas minorias agora desejavam divorciar o seu futuro do imperialismo para formar o seu próprio futuro, separando-se em estados-nação (frequentemente republicanos). 

## Prelúdio: outubro de 1918–maio de 1919

### Conclusão da Primeira Guerra Mundial

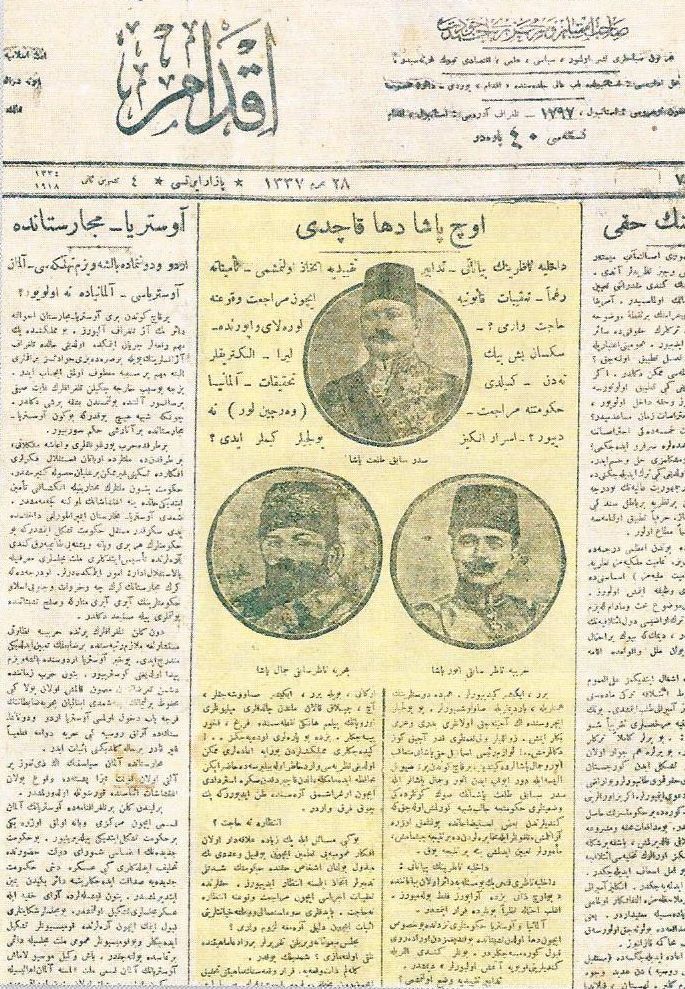
Primeira página do İkdam em 4 de novembro de 1918, "Os três paxás escaparam"

Nos meses de verão de 1918, os líderes das Potências Centrais perceberam que a Grande Guerra estava perdida, incluindo os Otomanos. Quase simultaneamente, a Frente Palestina e depois a Frente Macedônia entraram em colapso. A decisão repentina da Bulgária de assinar um armistício cortou as comunicações de Constantinopla (Istambul) para Viena e Berlim, e expôs a indefesa capital otomana ao ataque da Entente. Com as principais frentes desmoronando, o grão-vizir unionista Talât Paxá pretendia assinar um armistício e renunciou em 8 de outubro de 1918 para que um novo governo recebesse termos de armistício menos severos. O Armistício de Mudros foi assinado em 30 de outubro de 1918, pondo fim à Primeira Guerra Mundial para o Império Otomano. Três dias depois, o Comitê de União e Progresso (CUP) — que governou o Império Otomano como um estado de partido único desde 1913 — realizou seu último congresso, onde foi decidido que o partido seria dissolvido. Talât, Enver Paxá, Cemal Paxá e outros cinco membros de alto escalão do CUP escaparam do Império Otomano em um torpedeiro alemão naquela noite, mergulhando o país em um vácuo de poder.
O armistício foi assinado porque o Império Otomano havia sido derrotado em frentes importantes, mas o exército estava intacto e recuou em boa ordem. Ao contrário de outras Potências Centrais, os Aliados não impuseram a abdicação da família imperial como condição para a paz, nem solicitaram que o Exército Otomano dissolvesse seu estado-maior. Embora o exército tenha sofrido com deserções em massa durante a guerra, o que levou ao banditismo, não houve ameaça de motim ou revoluções como na Alemanha, Áustria-Hungria ou Rússia. Isto acontece apesar da fome e do colapso económico provocados pelos níveis extremos de mobilização, destruição causada pela guerra, doenças e assassinatos em massa desde 1914. 
Devido às políticas nacionalistas turcas adotadas pelo CUP contra os cristãos otomanos, em 1918 o Império Otomano controlou uma terra majoritariamente homogênea de muçulmanos, da Trácia oriental até a fronteira com a Pérsia. Entre eles estavam principalmente turcos, bem como curdos, circassianos e grupos muhacir da Rumélia. A maioria dos árabes muçulmanos estava agora fora do Império Otomano e sob ocupação dos Aliados, com alguns "imperialistas" ainda leais ao Sultanato-Califado Otomano, e outros desejando independência ou proteção dos Aliados sob um mandato da Liga das Nações. Minorias gregas e arménias consideráveis permaneceram dentro das suas fronteiras, e a maioria destas comunidades já não desejava permanecer sob o Império. 

### Armistício de Mudros e ocupação

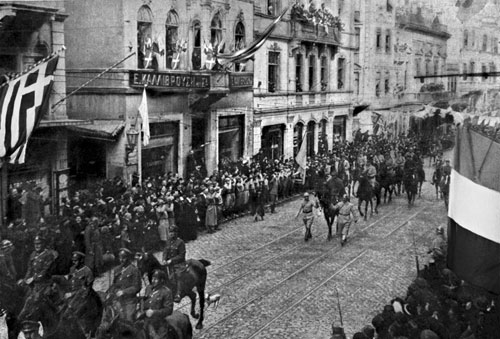
Tropas de ocupação aliadas marchando na Grande Rue de Péra (Avenida İstiklal)

Em 30 de outubro de 1918, o Armistício de Mudros foi assinado entre o Império Otomano e os Aliados da Primeira Guerra Mundial, pondo fim às hostilidades no teatro de operações do Oriente Médio na Primeira Guerra Mundial. O Exército Otomano deveria ser desmobilizado, sua marinha e força aérea entregues aos Aliados, e os territórios ocupados no Cáucaso e na Pérsia deveriam ser evacuados. De modo crucial, o Artigo VII concedeu aos Aliados o direito de ocupar fortes que controlavam o Estreito Turco e o direito vago de ocupar "em caso de desordem" qualquer território se houvesse uma ameaça à segurança. A cláusula relativa à ocupação dos estreitos tinha como objetivo garantir uma força de intervenção do sul da Rússia, enquanto o restante do artigo foi usado para permitir forças de manutenção da paz controladas pelos Aliados. Havia também a esperança de punir os intervenientes locais que executaram ordens de extermínio do governo da CUP contra os otomanos arménios. Por enquanto, a Casa de Osmã escapou dos destinos dos Hohenzollerns, Habsburgos e Romanov para continuar governando seu império, embora ao custo de sua soberania restante.
Em 13 de novembro de 1918, uma brigada francesa entrou em Constantinopla para iniciar uma ocupação de fato da capital otomana e suas dependências imediatas. Isto foi seguido por uma frota composta por navios britânicos, franceses, italianos e gregos que posicionaram soldados em terra no dia seguinte, totalizando 50.000 soldados em Constantinopla. As Potências Aliadas declararam que a ocupação era temporária e seu propósito era proteger a monarquia, o califado e as minorias. Somerset Arthur Gough-Calthorpe — o signatário britânico do Armistício de Mudros — declarou a posição pública da Tríplice Entente de que não tinham intenção de desmantelar o governo otomano ou colocá-lo sob ocupação militar através da "ocupação de Constantinopla". No entanto, o desmantelamento do governo e a divisão do Império Otomano entre as nações aliadas eram um objetivo da Entente desde o início da Primeira Guerra Mundial.
Uma onda de apreensões ocorreu no resto do país nos meses seguintes. Citando o Artigo VII, as forças britânicas exigiram que as tropas turcas evacuassem Mosul, alegando que civis cristãos em Mosul e Zakho foram mortos em massa.  No Cáucaso, a Grã-Bretanha estabeleceu uma presença na Geórgia menchevique e nos vales de Lori e Aras para manutenção da paaz. Em 14 de novembro, a ocupação conjunta franco-grega foi estabelecida na cidade de Uzunköprü, no leste da Trácia, bem como no eixo ferroviário até a estação ferroviária de Hadımköy, nos arredores de Constantinopla. Em 1º de dezembro, tropas britânicas baseadas na Síria ocuparam Kilis, Marash, Urfa e Birecik. A partir de dezembro, as tropas francesas iniciaram sucessivas apreensões da província de Adana, incluindo as cidades de Antioquia, Mersin, Tarso, Ceyhan, Adana, Osmaniye e İslâhiye, incorporando a área à Administração do Território Inimigo Ocupado do Norte enquanto as forças francesas embarcaram em canhoneiras e enviaram tropas para os portos de Zonguldak e Karadeniz Ereğli, no  Mar Negro, comandando a região de mineração de carvão da Turquia. Essas contínuas apreensões de terras levaram os comandantes otomanos a recusar a desmobilização e a se preparar para a retomada da guerra.

### Prelúdio à resistência

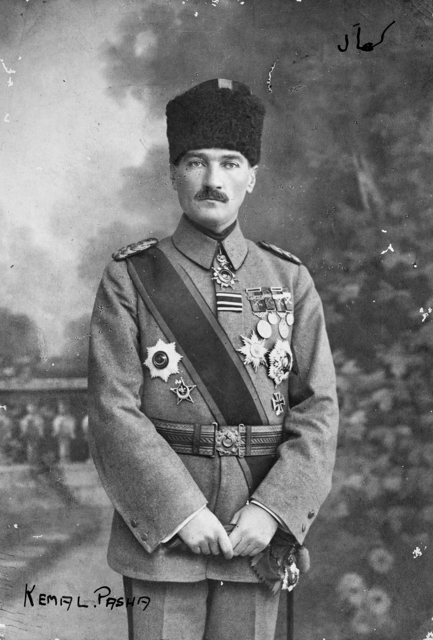
Mustafa Kemal Paxá em 1918, então general do exército otomano

Os britânicos também pediram a Mustafa Kemal Paxá (Atatürk) que entregasse o porto de Alexandretta ( İskenderun), o que ele fez com relutância, sendo depois chamado de volta a Constantinopla. Ele fez questão de distribuir armas à população para evitar que caíssem nas mãos das forças aliadas. Algumas dessas armas foram contrabandeadas para o leste por membros do Karakol, sucessor da Organização Especial do CUP, para serem usadas caso fosse necessária resistência na Anatólia. Muitos funcionários otomanos participaram em esforços para esconder das autoridades ocupantes detalhes do crescente movimento de independência que se espalhava por toda a Anatólia. 
Outros comandantes começaram a recusar ordens do governo otomano e das potências aliadas. Depois que Mustafa Kemal Paxá retornou a Constantinopla, Ali Fuat Paxá (Cebesoy) colocou o XX Corpo sob seu comando.  Ele marchou primeiro para Konya e depois para Ancara para organizar grupos de resistência, como os çetes circassianos que ele reuniu com o líder guerrilheiro Çerkes Ethem. Enquanto isso, Kazım Karabekir Paxá recusou-se a entregar o seu XV Corpo intacto e poderoso em Erzurum.  Após a evacuação do Cáucaso, repúblicas fantoches e grupos de milícias muçulmanas foram estabelecidos na esteira do exército para dificultar a consolidação do novo estado armênio . Em outras partes do país, foram fundadas organizações regionais de resistência nacionalista conhecidas como Şuras – que significa “conselhos”, não muito diferentes dos sovietes da Rússia revolucionária –, a maioria incorporando-se ao movimento de Defesa dos Direitos Nacionais, que protestava contra a ocupação contínua dos Aliados e o apaziguamento pela Sublime Porta. 

## Era do Armistício

### Política de des-Ittihadificação

Grão-vizir Ferid Paxá, damat da família real

Após a ocupação de Constantinopla, Maomé VI Vahdettin dissolveu a Câmara dos Deputados, que era dominada por unionistas eleitos em 1914, prometendo eleições para o ano seguinte.  Vahdettin ascendeu ao trono apenas alguns meses antes, com a morte de Maomé V Raxade. Ele estava desgostoso com as políticas do CUP e desejava ser um soberano mais assertivo do que seu meio-irmão doente. Os otomanos gregos e arménios declararam o fim da sua relação com o Império Otomano através dos seus respectivos patriarcados e recusaram-se a participar em quaisquer eleições futuras.  Com o colapso do CUP e do seu regime de censura, uma onda de condenação contra o partido surgiu de todos os meios de comunicação social otomano . 
Uma anistia geral foi logo emitida, permitindo que os dissidentes exilados e presos, perseguidos pelo CUP, retornassem a Constantinopla. Vahdettin convidou o político pró-palácio Damat Ferid Paxá para formar um governo, cujos membros rapidamente se propuseram a expurgar os unionistas do governo otomano. Ferid Paxá esperava que sua anglofilia e uma atitude de apaziguamento induzissem termos de paz menos severos por parte das potências aliadas. Entretanto, sua nomeação foi problemática para os unionistas, muitos deles membros do comitê liquidado que certamente enfrentariam julgamento. Anos de corrupção, atos inconstitucionais, lucro com guerras e enriquecimento por meio de limpeza étnica e genocídio pelos unionistas logo se tornaram a base de julgamentos de crimes de guerra e tribunais marciais realizados em Constantinopla. Enquanto muitos unionistas importantes foram condenados a longas penas de prisão, muitos fizeram questão de escapar do país antes da ocupação aliada ou para regiões sobre as quais o governo agora tinha controle mínimo; portanto, a maioria foi condenada à revelia. O incentivo dos Aliados aos procedimentos e o uso da Malta Britânica como seu território tornaram os julgamentos impopulares. A natureza partidária dos julgamentos também não passou despercebida aos observadores.  O enforcamento do Kaymakam do distrito de Boğazlıyan, Mehmed Kemal, resultou em uma manifestação contra os julgamentos das cortes marciais.
Com toda a política caótica na capital e a incerteza sobre a severidade do tratado de paz que se aproximava, muitos otomanos olhavam para Washington com a esperança de que a aplicação dos princípios wilsonianos significaria que Constantinopla permaneceria turca, já que os muçulmanos superavam os cristãos em 2:1. Os Estados Unidos nunca declararam guerra ao Império Otomano, então muitas elites imperiais acreditavam que Washington poderia ser um árbitro neutro que resolveria os problemas do império. Halide Edip (Adıvar) e sua Sociedade dos Princípios Wilsonianos lideraram o movimento que defendia que o império fosse governado por um Mandato da Liga Americana das Nações (ver Estados Unidos durante a Guerra da Independência da Turquia).  Diplomatas americanos tentaram determinar um papel que poderiam desempenhar na área com as Comissões Harbord e King-Crane. Entretanto, com o colapso da saúde de Woodrow Wilson, os Estados Unidos se retiraram diplomaticamente do Oriente Médio para se concentrar na Europa, deixando as potências da Entente para construir uma ordem pós-otomana.

### Banditismo e a crise dos refugiados

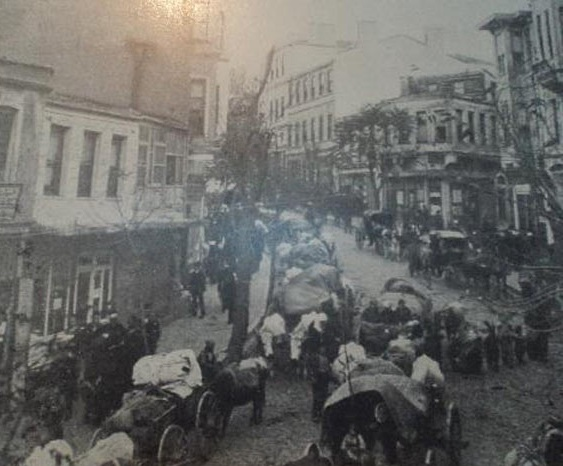
Muhacirs das Guerras dos Balcãs esperando para cruzar o Bósforo para a Anatólia, Sirkeci, Istambul, 1912

A Entente teria chegado a Constantinopla e descoberto uma administração tentando lidar com décadas de crise de refugiados acumulada. O novo governo emitiu uma proclamação permitindo que os deportados retornassem para suas casas, mas muitos gregos e armênios encontraram suas antigas casas ocupadas por refugiados muçulmanos rumelianos e caucasianos desesperados que se estabeleceram em suas propriedades durante a Primeira Guerra Mundial. O conflito étnico recomeçou na Anatólia; os funcionários governamentais responsáveis pelo reassentamento de refugiados cristãos frequentemente ajudavam os refugiados muçulmanos nessas disputas, levando as potências europeias a continuarem a colocar o território otomano sob seu controle.   Dos 800.000 refugiados cristãos otomanos, aproximadamente mais da metade retornou para suas casas em 1920. Entretanto, 1,4 milhões de refugiados da Guerra Civil Russa passariam pelos estreitos turcos e pela Anatólia, com 150.000 emigrantes brancos a escolherem estabelecer-se em Istambul a curto ou longo prazo (ver Evacuação da Crimeia).  Muitas províncias foram simplesmente despovoadas devido a anos de combates, recrutamento e limpeza étnica. A província de Iozgate perdeu 50% da sua população muçulmana devido ao recrutamento, enquanto, de acordo com o governador de Vã, quase 95% dos seus residentes antes da guerra estavam mortos ou deslocados internamente. 
A administração em grande parte do interior da Anatólia e da Trácia entraria em colapso em 1919. Os desertores do exército que se voltaram para o banditismo controlavam essencialmente os feudos com a aprovação tácita dos burocratas e das elites locais.  Uma amnistia emitida no final de 1918 viu estes bandidos fortalecerem as suas posições e lutarem entre si em vez de regressarem à vida civil.  Os muhacirs albaneses e circassianos reassentados pelo governo no noroeste da Anatólia e os curdos no sudeste da Anatólia estavam envolvidos em rixas sangrentas que se intensificaram durante a guerra e hesitavam em jurar lealdade ao movimento de Defesa dos Direitos, e só o fariam se as autoridades pudessem facilitar as tréguas. Vários grupos Muhacir suspeitavam da ideologia unionista contínua no movimento de Defesa dos Direitos e do potencial para eles próprios encontrarem destinos "como os arménios", especialmente porque os senhores da guerra vindos dessas comunidades ajudaram nas deportações dos cristãos, embora muitos comandantes do movimento nacionalista também tivessem ascendência caucasiana e muçulmana dos Balcãs. 

### A missão de Mustafa Kemal

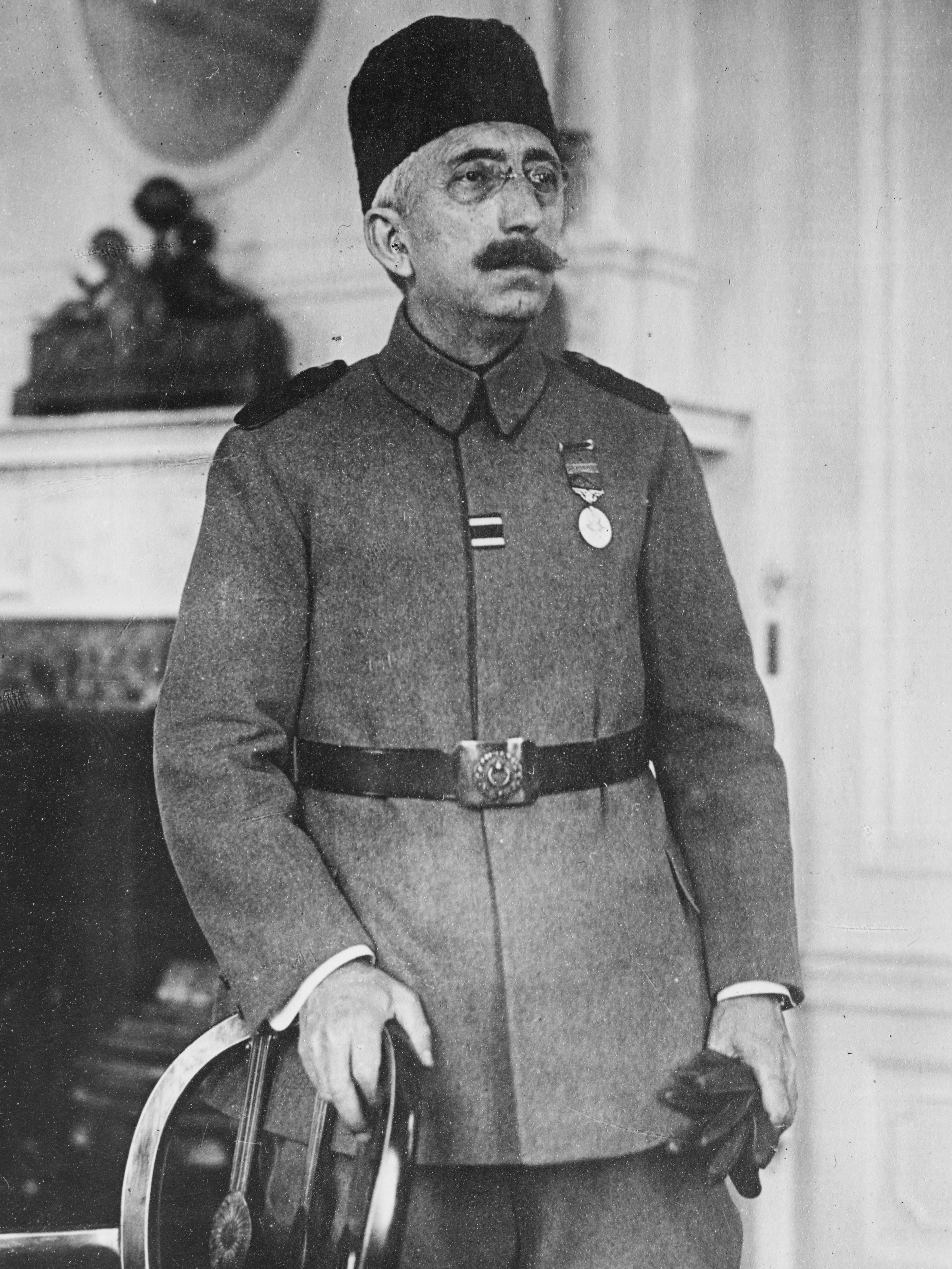
Sultão Maomé VI após cingir sua espada

Com a Anatólia praticamente em anarquia e o exército otomano sendo questionavelmente leal em reação às tomadas de terras pelos Aliados, Mehmed VI estabeleceu o sistema de inspeção militar para restabelecer a autoridade sobre o império remanescente. Incentivado por Karabekir e Edmund Allenby, ele designou Mustafa Kemal Paxá (Atatürk) como inspetor da Inspetoria de Tropas do Nono Exército – com sede em Erzurum – para restaurar a ordem nas unidades militares otomanas e melhorar a segurança interna em 30 de abril de 1919, com sua primeira designação para reprimir uma rebelião de rebeldes gregos em torno da cidade de Samsun.
Mustafa Kemal era um comandante do exército muito conhecido, respeitado e bem relacionado, com muito prestígio vindo de seu status como o "Herói de Anafartalar " — por seu papel na Campanha de Galípoli — e seu título de "Ajudante de campo honorário de Sua Majestade Sultão" conquistado nos últimos meses da Primeira Guerra Mundial. Essa escolha parece curiosa, já que ele era um nacionalista e um crítico feroz da política de acomodação do governo às potências da Entente. Ele também foi um dos primeiros membros da CUP. Embora Kemal Paxá não se associasse à facção fanática do CUP, muitos sabiam que ele frequentemente entrava em conflito com os radicais do Comitê Central, como Enver. Ele foi, portanto, marginalizado e relegado à periferia do poder durante a Grande Guerra; após a dissolução do CUP, ele se alinhou vocalmente aos moderados que formaram o Partido Popular Liberal, em vez da facção radical remanescente que formou o Partido Renovador (ambos os partidos seriam banidos em maio de 1919 por serem sucessores do CUP). Todas estas razões permitiram que ele fosse o nacionalista mais legítimo a ser apaziguado pelo sultão.  Neste novo clima político, ele procurou capitalizar suas façanhas de guerra para obter um emprego melhor, de fato, várias vezes ele fez lobby sem sucesso para sua inclusão no gabinete como Ministro da Guerra.  A sua nova missão deu-lhe poderes plenipotenciários efectivos sobre toda a Anatólia, com o objectivo de o acomodar a ele e a outros nacionalistas, para os manter leais ao governo. 
Mustafa Kemal havia anteriormente se recusado a se tornar o líder do Sexto Exército com sede em Nusaybin. Mas, de acordo com Patrick Balfour, através da manipulação e da ajuda de amigos e simpatizantes, ele se tornou o inspetor de praticamente todas as forças otomanas na Anatólia, encarregado de supervisionar o processo de dissolução das forças otomanas restantes. Kemal tinha uma abundância de conexões e amigos pessoais concentrados no Ministério da Guerra pós-armistício, uma ferramenta poderosa que o ajudaria a atingir seu objetivo secreto: liderar um movimento nacionalista para proteger os interesses turcos contra as potências aliadas e um governo otomano colaborativo.
Um dia antes de sua partida para Samsun, na remota costa do Mar Negro, Kemal teve uma última audiência com o sultão Vahdettin, onde afirmou sua lealdade ao sultão-califa. Foi nesta reunião que foram informados da cerimónia de ocupação malfeita de Esmirna (İzmir) pelos gregos.  Ele e sua equipe cuidadosamente selecionada deixaram Constantinopla a bordo do velho navio a vapor SS Bandırma na noite de 16 de maio de 1919.

### Negociações para a partição otomana

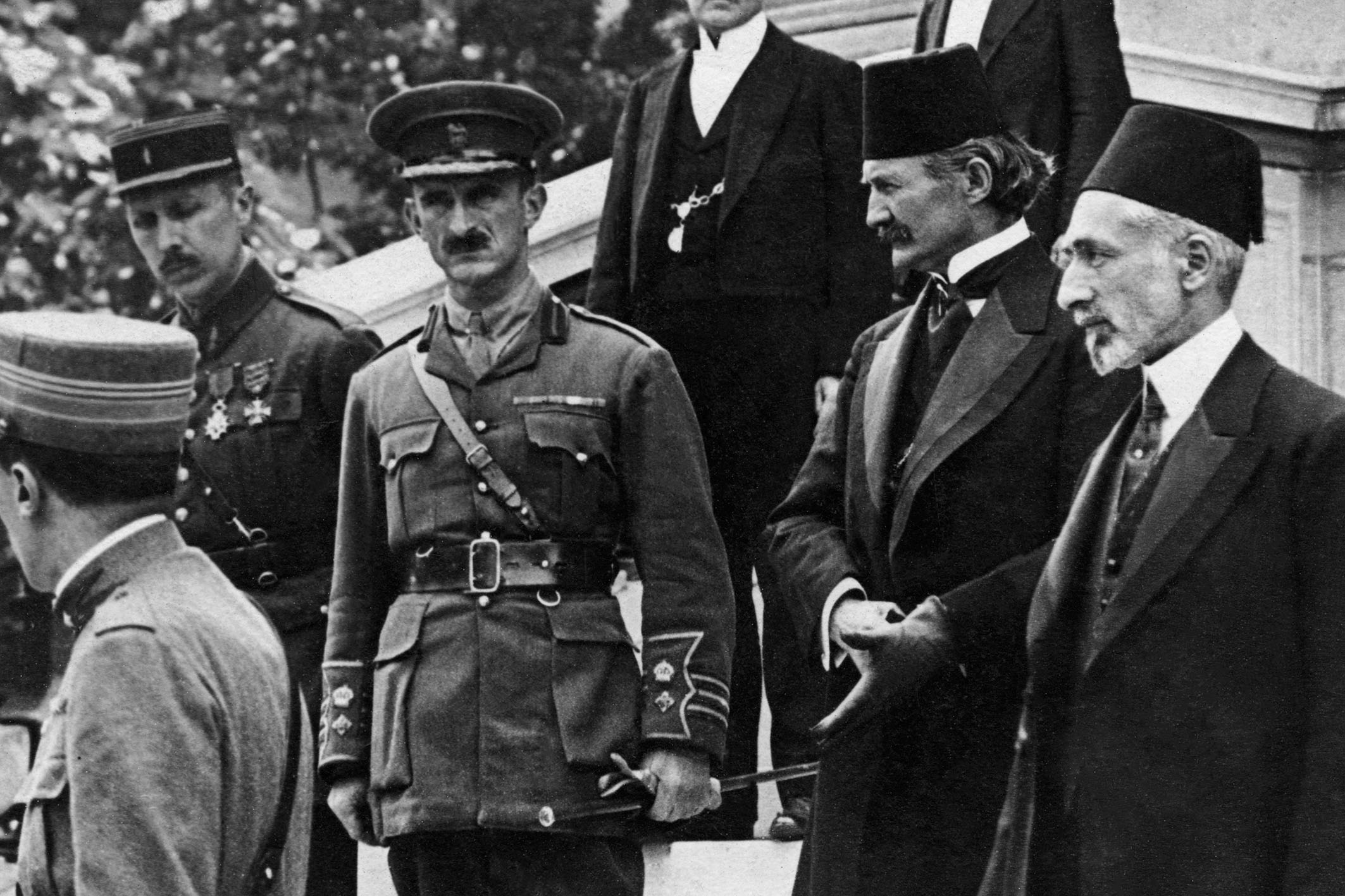
Ahmed Tevfik Paxá(Okday) e Rıza Tevfik (Bölükbaşı) na Conferência de Paz de Paris

Em 19 de janeiro de 1919, foi realizada pela primeira vez a Conferência de Paz de Paris, na qual as nações aliadas definiram os termos de paz para as Potências Centrais derrotadas, incluindo o Império Otomano. Como um órgão especial da Conferência de Paris, a "Comissão Interaliada sobre Mandatos na Turquia" foi criada para prosseguir com os tratados secretos que eles assinaram entre 1915 e 1917. A Itália buscou o controle da parte sul da Anatólia sob o Acordo de St.-Jean-de-Maurienne. A França esperava exercer controle sobre Hatay, Líbano, Síria e uma parte do sudeste da Anatólia com base no Acordo Sykes-Picot.
A Grécia justificou suas reivindicações territoriais de terras otomanas não apenas pela entrada do país na Primeira Guerra Mundial, do lado dos Aliados, mas também pela Megáli Idea, bem como pela simpatia internacional pelo sofrimento dos gregos otomanos em 1914 e 1917-1918. Em privado, o primeiro-ministro grego Elefthérios Venizélos teve o apoio do primeiro-ministro britânico David Lloyd George devido ao seu filhelenismo, ao seu carisma e à sua personalidade encantadora. A participação da Grécia na intervenção dos Aliados no sul da Rússia também lhe rendeu favores em Paris. As demandas de Venizelos incluíam partes da Trácia oriental, as ilhas de Imbros (Gökçeada), Tenedos (Bozcaada) e partes da Anatólia Ocidental ao redor da cidade de Esmirna (İzmir), todas com grandes populações gregas. Venizelos também defendeu um grande estado armênio para conter o Império Otomano do pós-guerra. A Grécia queria incorporar Constantinopla, mas as potências da Entente não deram permissão. Damat Ferid Paxá foi a Paris em nome do Império Otomano na esperança de minimizar as perdas territoriais usando a retórica dos Catorze Pontos, desejando um retorno ao status quo ante bellum, com base no fato de que todas as províncias do Império detêm maiorias muçulmanas. Este apelo foi recebido com ridículo. 
Na Conferência de Paz de Paris, reivindicações conflitantes sobre a Anatólia Ocidental pelas delegações grega e italiana levaram a Grécia a desembarcar a nau capitânia da Marinha Grega em Esmirna, resultando na saída da delegação italiana das negociações de paz. Em 30 de abril, a Itália respondeu à possível ideia de incorporação grega da Anatólia Ocidental enviando um navio de guerra para Esmirna como uma demonstração de força contra a campanha grega. Uma grande força italiana também desembarcou em Antália. Diante da anexação italiana de partes da Ásia Menor com uma população étnica grega significativa, Venizelos garantiu permissão dos Aliados para que tropas gregas desembarcassem em Esmirna, conforme o Artigo VII, ostensivamente como uma força de manutenção da paz para manter a estabilidade na região. A retórica de Venizelos era mais dirigida contra o regime da CUP do que contra os turcos como um todo, uma atitude nem sempre compartilhada pelos militares gregos: "A Grécia não está fazendo guerra contra o Islã, mas contra o governo anacrônico [unionista] e sua administração corrupta, ignominiosa e sangrenta, com vistas a expulsá-lo dos territórios onde a maioria da população é composta por gregos." Foi decidido pela Tríplice Entente que a Grécia controlaria uma zona ao redor de Esmirna e Ayvalık, no oeste da Ásia Menor.

## Fase organizacional: maio de 1919–março de 1920

### Desembarque grego em Esmirna

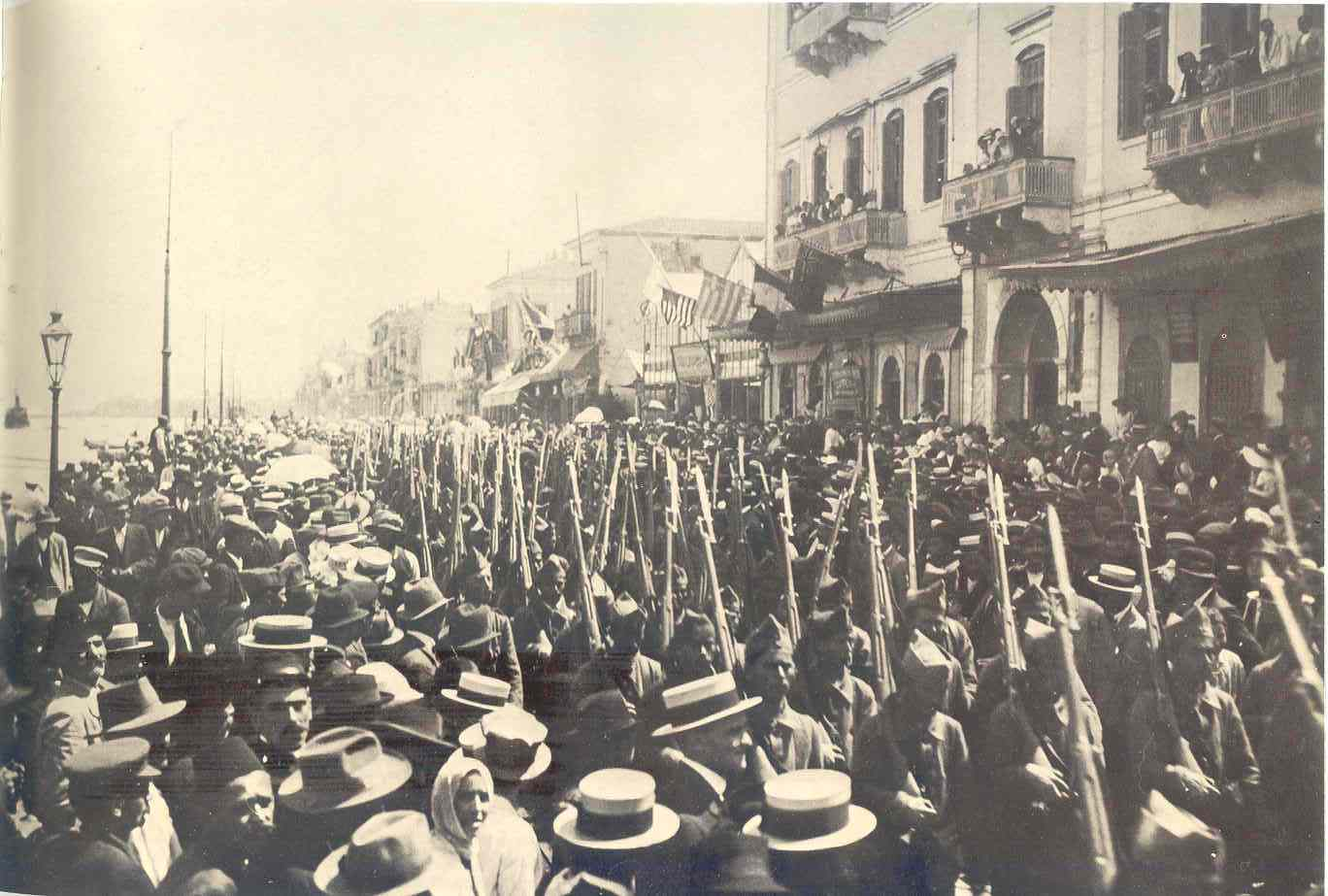
Tropas gregas marchando na rua costeira de Izmir, maio de 1919.

A maioria dos historiadores marca o desembarque grego em Esmirna em 15 de maio de 1919 como a data de início da Guerra da Independência Turca, bem como o início da "Fase Kuva-yi Milliye". A cerimônia de ocupação foi tensa desde o início devido ao fervor nacionalista, com os gregos otomanos recebendo os soldados com uma recepção extática e os muçulmanos otomanos protestando contra o desembarque. Uma falha de comunicação no alto comando grego levou uma coluna Evzone a marchar em direção ao quartel municipal turco. O jornalista nacionalista Hasan Tahsin disparou a “primeira bala” contra o porta-estandarte grego à frente das tropas, transformando a cidade numa zona de guerra. Süleyman Fethi Bey foi assassinado com baioneta por se recusar a gritar "Zito Venizelos" (que significa "viva Venizelos"), e 300–400 soldados e civis turcos desarmados e 100 soldados e civis gregos foram mortos ou feridos. 
As tropas gregas se deslocaram de Esmirna para cidades na península de Karaburun; para Selçuk, situada cem quilômetros ao sul da cidade, em um local-chave que domina o fértil vale do rio Küçük Menderes; e para Menemen, ao norte. A guerrilha começou no campo, quando os turcos começaram a se organizar em grupos guerrilheiros irregulares conhecidos como Kuva-yi Milliye (forças nacionais), aos quais logo se juntaram soldados otomanos, bandidos e fazendeiros descontentes. A maioria dos bandos Kuva-yi Milliye eram liderados por comandantes militares desonestos e membros da Organização Especial. As tropas gregas baseadas na cosmopolita Esmirna logo se viram conduzindo operações de contrainsurgência em um interior hostil e predominantemente muçulmano. Grupos de gregos otomanos também formaram contingentes que cooperaram com o exército grego para combater Kuva-yi Milliye dentro da zona de controle. Um massacre de turcos em Menemen foi seguido por uma batalha pela cidade de Aidim, que viu intensa violência intercomunitária e a destruição da cidade. O que deveria ser uma missão de manutenção da paz na Anatólia Ocidental acabou inflamando tensões étnicas e se tornando uma contrainsurgência.

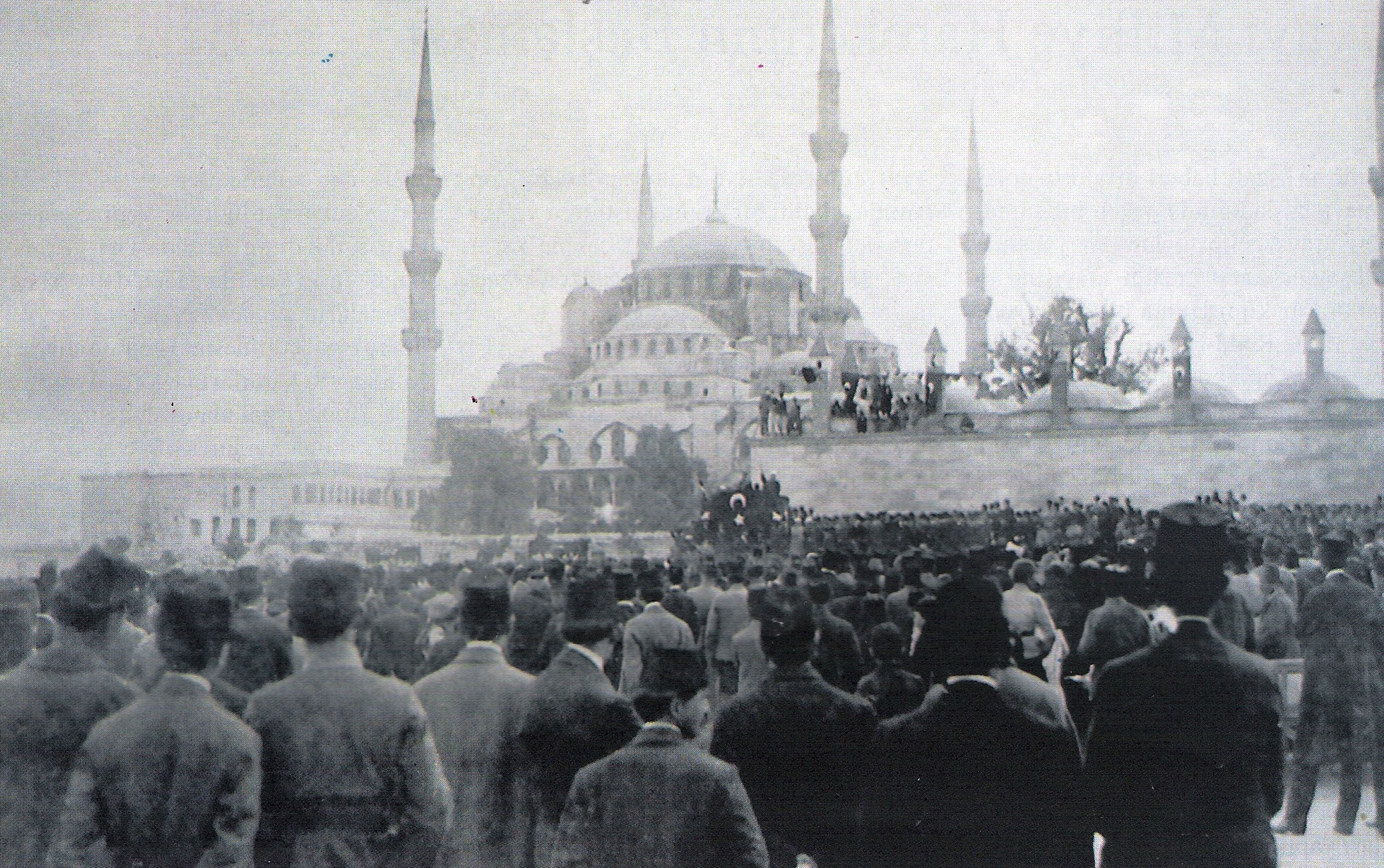
Manifestações de Sultanahmet, 25 de maio de 1919

A reação do desembarque grego em Esmirna e as contínuas tomadas de terras pelos Aliados serviram para desestabilizar a sociedade civil turca. Damat Ferid Paxá renunciou ao cargo de Grão-Vizir, mas o sultão o renomeou mesmo assim. Com a Câmara dos Deputados dissolvida e o ambiente não parecendo propício para uma eleição, o Sultão Mehmed VI convocou um Conselho do Sultanato (Şûrâ-yı Saltanat), para que o governo pudesse ser consultado por representantes da sociedade civil sobre como o Império Otomano deveria lidar com seus atuais problemas. Em 26 de maio de 1919, 131 representantes da sociedade civil otomana se reuniram na capital como um falso parlamento. A discussão se concentrou em uma nova eleição para a Câmara dos Deputados ou em se tornar um mandato britânico ou americano. De um modo geral, a assembleia não teve sucesso nos seus objectivos e o governo otomano não desenvolveu uma estratégia para navegar nas crises em que o império estava envolvido.
Os burocratas, os militares e a burguesia otomanos confiavam nos Aliados para trazer a paz e pensavam que os termos oferecidos em Mudros eram consideravelmente mais brandos do que realmente eram. A resistência foi forte na capital, sendo o dia 23 de maio de 1919 a maior das manifestações na Praça Sultanahmet organizadas pelos Lares Turcos contra a ocupação grega de Esmirna, o maior ato de desobediência civil na história turca até então.  O governo otomano condenou o desembarque, mas pouco pôde fazer a respeito.

### Organizando a resistência
Mustafa Kemal Paxá e os seus colegas desembarcaram em Samsun a 19 de Maio e instalaram-se no Mıntıka Palace Hotel. As tropas britânicas estavam presentes em Samsun, e ele inicialmente manteve contato cordial. Ele garantiu a Damat Ferid a lealdade do exército para com o novo governo em Constantinopla. No entanto, pelas costas do governo, Kemal alertou o povo de Samsun sobre os desembarques gregos e italianos, organizou reuniões de massa discretas, fez conexões rápidas via telégrafo com as unidades do exército na Anatólia e começou a formar vínculos com vários grupos nacionalistas. Ele enviou telegramas de protesto às embaixadas estrangeiras e ao Ministério da Guerra sobre os reforços britânicos na área e sobre a ajuda britânica às gangues de bandidos gregos. Depois de uma semana em Samsun, Kemal e sua equipe se mudaram para Havza. Foi lá que ele mostrou pela primeira vez a bandeira da resistência.
Mustafa Kemal escreveu em suas memórias que precisava de apoio nacional para justificar a resistência armada contra a ocupação Aliada. Suas credenciais e a importância de sua posição não foram suficientes para inspirar a todos. Enquanto estava oficialmente ocupado com o desarmamento do exército, ele se reuniu com vários contatos para dar impulso ao seu movimento. Ele se encontrou com Rauf Paxá, Karabekir Paxá, Ali Fuat Paxá e Refet Paxá e emitiu a Circular de Amásia (22 de junho de 1919). As autoridades provinciais otomanas foram notificadas via telégrafo de que a unidade e a independência da nação estavam em risco e que o governo em Constantinopla estava comprometido. Para remediar esta situação, um congresso deveria ter lugar em Erzurum entre os delegados dos Seis Vilaietes para decidir sobre uma resposta, e outro congresso teria lugar em Sivas, para onde cada Vilaiete deveria enviar delegados.  A simpatia e a falta de coordenação por parte da capital deram a Mustafa Kemal liberdade de movimento e de utilização do telégrafo, apesar do seu tom anti-governamental implícito. 
Em 23 de junho, o Alto Comissário Almirante Calthorpe, percebendo a importância das atividades discretas de Mustafa Kemal na Anatólia, enviou um relatório sobre o Paxá ao Ministério das Relações Exteriores. Seus comentários foram minimizados por George Kidson, do Departamento Oriental. O capitão Hurst da força de ocupação britânica em Samsun avisou o almirante Calthorpe mais uma vez, mas as unidades de Hurst foram substituídas pela Brigada de Gurkhas.  Quando os britânicos desembarcaram em Alexandretta, o almirante Calthorpe demitiu-se, alegando que isso era contra o armistício que ele havia assinado, e foi designado para outro cargo em 5 de agosto de 1919. O movimento das unidades britânicas alarmou a população da região e os convenceu de que Mustafa Kemal estava certo.

### Consolidação através de congressos

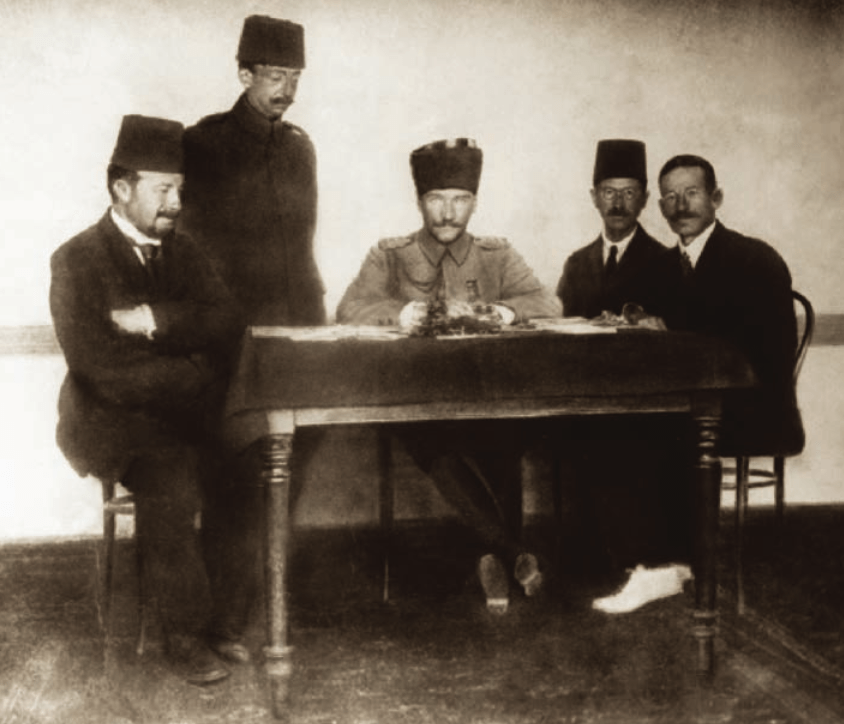
Mustafa Kemal e seus colegas em Erzurum, 5 de julho de 1919

No início de julho, Mustafa Kemal Paxá recebeu telegramas do sultão e de Calthorpe, pedindo que ele e Refet cessassem suas atividades na Anatólia e retornassem à capital. Kemal estava em Erzinjane e não queria retornar a Constantinopla, preocupado que as autoridades estrangeiras pudessem ter planos para ele além dos planos do sultão. Antes de renunciar ao seu cargo, ele enviou uma circular a todas as organizações nacionalistas e comandantes militares para que não se dissolvessem ou se rendessem, a menos que estes pudessem ser substituídos por comandantes nacionalistas cooperativos.  Agora apenas um civil destituído do seu comando, Mustafa Kemal estava à mercê do novo inspector do Terceiro Exército (renomeado de Nono Exército) Karabekir Paxá, de facto o Ministério da Guerra ordenou-lhe que prendesse Kemal, uma ordem que Karabekir recusou.  O Congresso de Erzurum foi uma reunião de delegados e governadores dos seis Vilaietes Orientais.  Eles redigiram o Pacto Nacional (Misak-ı Millî), que previa novas fronteiras para o Império Otomano, aplicando os princípios de autodeterminação nacional segundo os Quatorze Pontos de Woodrow Wilson e a abolição das capitulações.  O Congresso de Erzurum concluiu com uma circular que foi efetivamente uma declaração de independência: Todas as regiões dentro das fronteiras otomanas após a assinatura do Armistício de Mudros eram indivisíveis do estado otomano – as reivindicações gregas e armênias sobre a Trácia e a Anatólia eram discutíveis – e a assistência de qualquer país que não cobiçasse o território otomano era bem-vinda.  Se o governo em Constantinopla não conseguisse atingir isso após eleger um novo parlamento, eles insistiam que um governo provisório deveria ser promulgado para defender a soberania turca. O Comité de Representação foi criado como um órgão executivo provisório sediado na Anatólia, com Mustafa Kemal Paxá como seu presidente. 

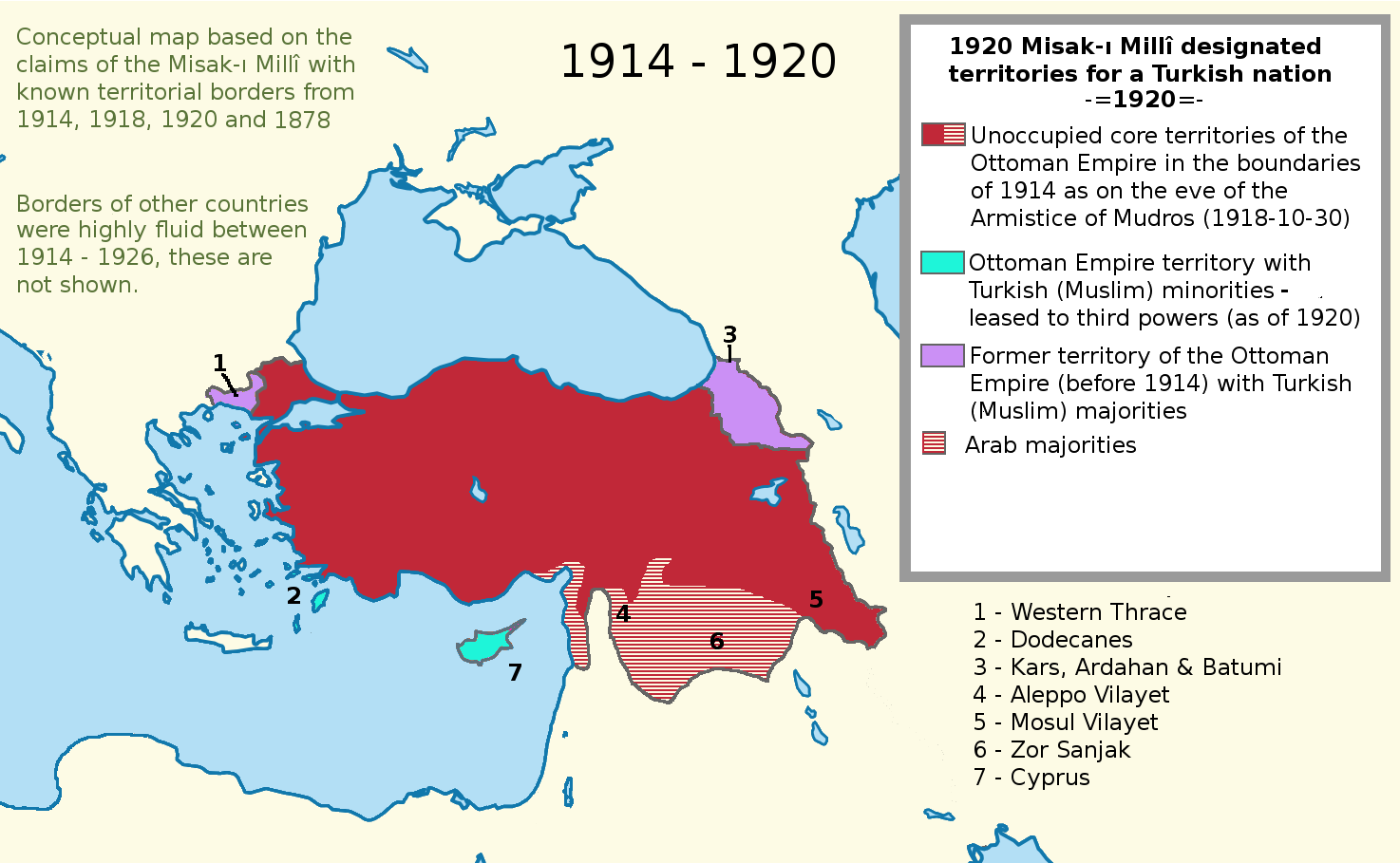
Fronteiras e plebiscitos do Pacto Nacional delineados no Congresso de Erzurum

Após o congresso, o Comitê de Representação foi transferido para Sivas. Conforme anunciado na Circular de Amásia, um novo congresso foi realizado lá em setembro com delegados de todas as províncias da Anatólia e da Trácia. O Congresso de Sivas repetiu os pontos do Pacto Nacional acordado em Erzurum e uniu as várias organizações regionais de Associações de Defesa dos Direitos Nacionais em uma organização política unida: Associação de Defesa dos Direitos da Anatólia e Rumélia (A-RMHC), com Mustafa Kemal como presidente. Num esforço para mostrar que o seu movimento era de facto um movimento novo e unificador, os delegados tiveram de fazer um juramento para interromper as suas relações com o CUP e para nunca mais reavivar o partido (apesar da maioria dos presentes em Sivas serem antigos membros).  Foi também decidido que o Império Otomano não deveria ser um mandato da Liga das Nações sob os Estados Unidos, especialmente depois de o Senado dos EUA não ter ratificado a adesão americana à Liga. 
O ímpeto agora estava do lado dos nacionalistas. Uma conspiração de um governador otomano leal e de um oficial da inteligência britânica para prender Kemal perante o Congresso de Sivas levou ao corte de todos os laços com o governo otomano até que uma nova eleição fosse realizada na câmara baixa do parlamento, a Câmara dos Deputados. Em outubro de 1919, o último governador otomano leal a Constantinopla fugiu de sua província. Temendo o início das hostilidades, todas as tropas britânicas estacionadas na costa do Mar Negro e em Cutáquia foram evacuadas. Damat Ferid Paxá renunciou e o sultão o substituiu por um general com credenciais nacionalistas: Ali Rıza Paxá.  Em 16 de outubro de 1919, Ali Rıza e os nacionalistas realizaram negociações em Amásia. Eles concordaram no Protocolo de Amásia que uma eleição seria convocada para o Parlamento Otomano para estabelecer a unidade nacional, mantendo as resoluções feitas no Congresso de Sivas, incluindo o Pacto Nacional.
Em outubro de 1919, o governo otomano só detinha controle de fato sobre Constantinopla; o resto do Império Otomano era leal ao movimento de Kemal para resistir à partição da Anatólia e da Trácia. Em poucos meses, Mustafa Kemal passou de Inspector-Geral do Nono Exército a comandante militar renegado, demitido por insubordinação, para liderar um movimento anti-Entente nacional que derrubou um governo e o levou à resistência. 

### Último parlamento otomano

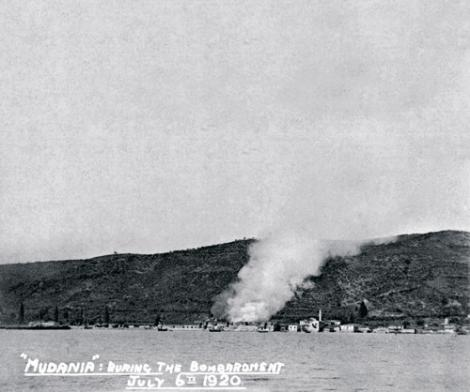
Incêndio causado pelo bombardeio britânico em Mudanya (6 de julho de 1920)

Em dezembro de 1919, foram realizadas eleições para o parlamento otomano, com urnas abertas apenas na Anatólia e na Trácia, regiões desocupadas. Foi boicotado pelos gregos otomanos, pelos arménios otomanos e pelo Partido da Liberdade e do Acordo, resultando na vitória de grupos associados ao Movimento Nacionalista Turco, incluindo o A-RMHC.   As ligações óbvias dos nacionalistas ao CUP tornaram a eleição especialmente polarizadora e a intimidação dos eleitores e o enchimento de urnas a favor dos kemalistas foram ocorrências regulares nas províncias rurais.  Esta controvérsia levou muitos dos parlamentares nacionalistas a organizarem o Grupo de Salvação Nacional separadamente do movimento de Kemal, o que arriscou a divisão do movimento nacionalista em dois. 
Mustafa Kemal foi eleito deputado por Erzurum, mas esperava que os Aliados não aceitassem o relatório Harbord nem respeitassem sua imunidade parlamentar se ele fosse para a capital otomana, por isso permaneceu na Anatólia. Mustafa Kemal e o Comitê de Representação se mudaram de Sivas para Ancara para que ele pudesse manter contato com o maior número possível de deputados enquanto viajavam para Constantinopla para comparecer ao parlamento.
Embora Ali Rıza Paxá tenha convocado a eleição de acordo com o Protocolo de Amásia para manter a unidade entre o "governo de Istambul" e o "governo de Ancara", ele estava errado ao pensar que a eleição poderia lhe dar alguma legitimidade. O parlamento otomano estava sob o controle de fato do batalhão britânico estacionado em Constantinopla e qualquer decisão do parlamento tinha que ter as assinaturas de Ali Rıza Paxá e do comandante do batalhão. As únicas leis aprovadas foram aquelas aceitáveis ou especificamente ordenadas pelos britânicos.
Em 12 de janeiro de 1920, a última sessão da Câmara dos Deputados se reuniu na capital. Primeiro foi apresentado o discurso do sultão e depois um telegrama de Mustafa Kemal, manifestando a alegação de que o governo legítimo da Turquia estava em Ancara, em nome do Comitê de Representação. Em 28 de Janeiro, os deputados de ambos os lados da ilha reuniram-se secretamente para apoiar o Pacto Nacional como um acordo de paz.  Eles acrescentaram aos pontos aprovados em Sivas, solicitando a realização de plebiscitos na Trácia Ocidental; Batum, Carse e Ardacane, e terras árabes sobre se permaneceriam ou não no Império.  Também foram feitas propostas para eleger Kemal presidente da Câmara; no entanto, isso foi adiado com a certeza de que os britânicos prorrogariam a Câmara. De qualquer forma, a Câmara dos Deputados seria dissolvida à força por aprovar o Pacto Nacional. O Pacto Nacional solidificou os interesses nacionalistas, que estavam em conflito com os planos dos Aliados.
De fevereiro a abril, líderes da Grã-Bretanha, França e Itália se reuniram em Londres para discutir a divisão do Império Otomano e a crise na Anatólia. Os britânicos começaram a sentir que o governo otomano eleito estava sob influência kemalista e, se não fosse controlado, a Entente poderia novamente se ver em guerra com o Império. O governo otomano não estava fazendo tudo o que podia para reprimir os nacionalistas.
Mustafa Kemal criou uma crise para pressionar o governo de Istambul a escolher um lado, enviando Kuva-yi Milliye em direção a İzmit. Os britânicos, preocupados com a segurança do Estreito de Bósforo, exigiram que Ali Rıza Paxá reassumisse o controle da área, ao que ele respondeu com sua renúncia ao sultão.

## Conflito jurisdicional: março de 1920–janeiro de 1921

### Governo de Istambul

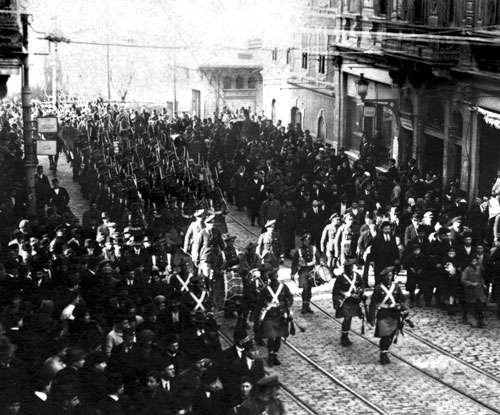
Tropas de ocupação britânicas marchando no bairro de Pera (Beyoğlu) em Istambul

Enquanto negociavam a partição do Império Otomano, os Aliados estavam cada vez mais preocupados com o Movimento Nacional Turco. Para esse fim, as autoridades de ocupação aliadas em Istambul começaram a planejar uma operação para prender políticos e jornalistas nacionalistas, além de ocupar instalações militares e policiais e prédios governamentais. Em 16 de março de 1920, o golpe foi realizado; vários navios de guerra da Marinha Real foram ancorados na Ponte de Gálata para apoiar as forças britânicas, incluindo o Exército Indiano, enquanto realizavam as prisões e ocupavam vários edifícios governamentais nas primeiras horas da manhã.
Uma operação do Exército Indiano, o ataque Şehzadebaşı, resultou na morte de 5 soldados otomanos da 10ª Divisão de Infantaria quando as tropas invadiram seus quartéis. Entre os presos estavam altos líderes do Movimento Nacional Turco e ex-membros do CUP. 150 políticos turcos presos e acusados de crimes de guerra foram internados em Malta e ficaram conhecidos como os exilados de Malta.
Mustafa Kemal estava pronto para essa mudança. Ele alertou todas as organizações nacionalistas de que haveria declarações enganosas da capital. Ele alertou que a única maneira de combater os movimentos aliados era organizar protestos. Ele declarou: “Hoje a nação turca é chamada a defender a sua capacidade de civilização, o seu direito à vida e à independência – todo o seu futuro".
Em 18 de março, a Câmara dos Deputados declarou que era inaceitável prender cinco de seus membros e se dissolveu. Mehmed VI confirmou isso e declarou o fim da Monarquia Constitucional e o retorno ao absolutismo. Os estudantes universitários eram proibidos de se associarem a associações políticas dentro e fora da sala de aula.  Com a Câmara dos Deputados eleita fechada, a Constituição encerrada e a capital ocupada; o sultão Vahdettin, seu gabinete e o Senado nomeado eram tudo o que restava do governo otomano e eram basicamente um regime fantoche das potências aliadas. O grão-vizir Salih Hulusi Paxá declarou a luta de Mustafa Kemal legítima e renunciou após menos de um mês no cargo. Em seu lugar, Damat Ferid Paxá retornou ao cargo de primeiro-ministro. A destituição da Sublime Porta pela Entente permitiu a Mustafa Kemal consolidar a sua posição como único líder da resistência turca contra os Aliados, e para esse fim fez dele o representante legítimo do povo turco.

### Promulgação da Grande Assembleia Nacional

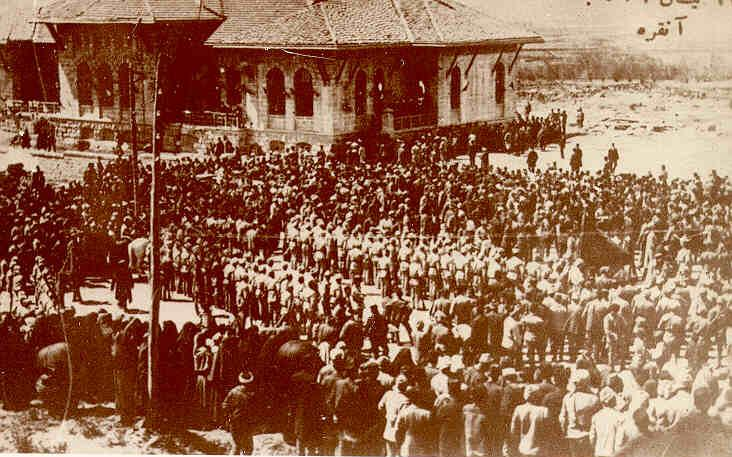
Abertura da Grande Assembleia Nacional

As fortes medidas tomadas contra os nacionalistas pelos Aliados em março de 1920 deram início a uma nova fase distinta do conflito. Mustafa Kemal enviou uma nota aos governadores e comandantes das forças, pedindo-lhes que realizassem eleições para fornecer delegados para um novo parlamento para representar o povo otomano (turco), que se reuniria em Ancara. Com a proclamação do contra-governo, Kemal pediria então ao sultão que aceitasse a sua autoridade.  Mustafa Kemal apelou ao mundo islâmico, pedindo ajuda para garantir que todos soubessem que ele ainda estava lutando em nome do sultão que também era o califa. Ele declarou que queria libertar o califa dos Aliados. Ele encontrou um aliado no movimento Khilafat da Índia Britânica, onde os indianos protestaram contra o desmembramento da Turquia planeado pela Grã-Bretanha. Foi também criado um comité para enviar fundos para ajudar o futuro governo de Mustafa Kemal em Ancara. Uma onda de apoiadores se deslocou para Ancara logo antes das investidas dos Aliados. Incluídos entre eles estavam Halide Edip e Abdülhak Adnan (Adıvar), Mustafa İsmet Paxá (İnönü), Mustafa Fevzi Paxá (Çakmak), muitos dos aliados de Kemal no Ministério da Guerra, e Celalettin Arif, o presidente da agora fechada Câmara dos Deputados. A deserção da capital por Celaleddin Arif foi de grande importância, pois ele declarou que o Parlamento Otomano havia sido dissolvido ilegalmente.

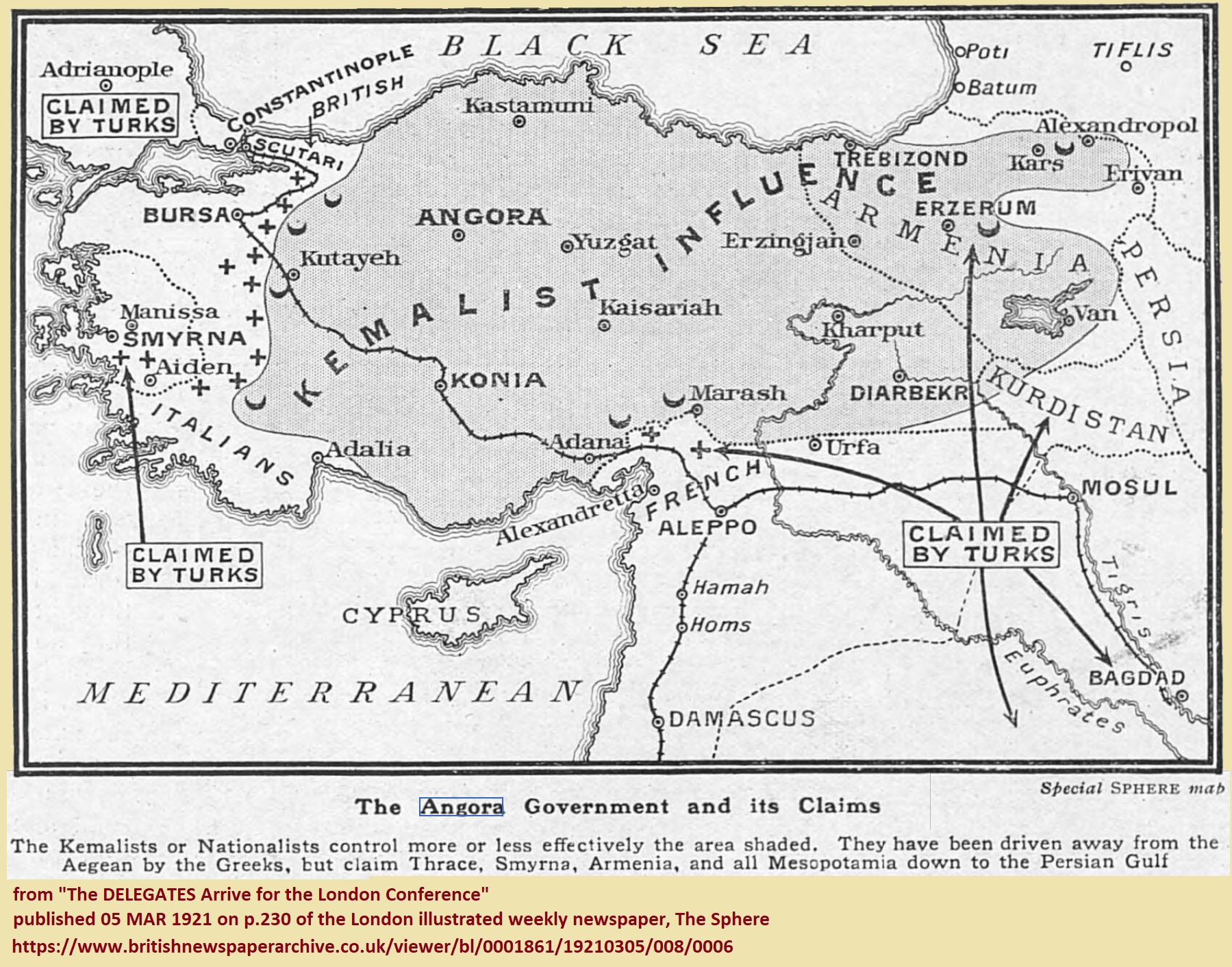
Zonas de controle mantidas pelo governo de Ancara e pelos Aliados. Istambul se referia com desprezo a qualquer um que apoiasse o movimento nacionalista liderado por Mustafa Kemal como "Kemalîs" ou "Kemalci s". Kemalî foi usado pejorativamente como referência aos rebeldes Celalî. A imprensa estrangeira usou o termo "kemalistas" de forma intercambiável com a palavra "nacionalistas" para denotar o movimento sediado em Ancara e sua força armada.

Cerca de 100 membros da Câmara dos Deputados conseguiram escapar da operação aliada e se juntaram aos 190 deputados eleitos. Em março de 1920, os revolucionários turcos anunciaram a criação de um novo parlamento em Ancara, conhecido como Grande Assembleia Nacional da Turquia (GNA), dominado pelo A-RMHC. O parlamento incluía turcos, circassianos, curdos e um judeu. Eles se encontraram em um edifício que costumava servir como sede provincial do capítulo local da CUP.  A inclusão de "Turquia" no seu nome refletiu uma tendência crescente de novas formas como os cidadãos otomanos pensavam sobre o seu país, e foi a primeira vez que foi formalmente usado como nome do país.  Em 23 de abril, a assembleia, assumindo plenos poderes governamentais, reuniu-se pela primeira vez, elegendo Mustafa Kemal como seu primeiro presidente e primeiro-ministro.
Na esperança de minar o Movimento Nacionalista, Mehmed VI emitiu uma fatwa para qualificar os revolucionários turcos como infiéis, apelando à morte dos seus líderes. A fatwa declarou que os verdadeiros crentes não deveriam aderir ao Movimento Nacionalista, pois eles cometeram apostasia. O mufti de Ancara Rifat Börekçi emitiu uma fatwa simultânea, declarando que o califado estava sob o controlo da Entente e do governo de Ferid Paxá. Neste texto, o objetivo do Movimento Nacionalista foi declarado como libertar o sultanato e o califado de seus inimigos. Em reacção à deserção de várias figuras proeminentes para o Movimento Nacionalista, Ferid Paxá ordenou que Halide Edip, Ali Fuat e Mustafa Kemal fossem condenados à morte à revelia por traição.

### Conflitos em İzmit

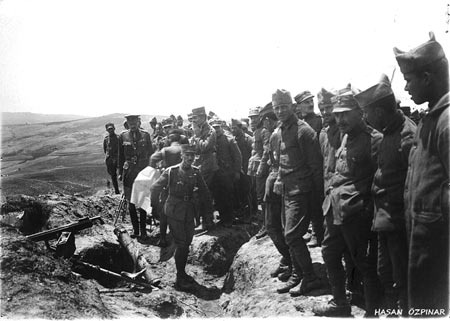
Um oficial britânico inspecionando tropas gregas e trincheiras na Anatólia

O governo de Istambul finalmente encontrou um aliado fora dos muros da cidade em Ahmet Anzavur . Durante o final de 1919 e o início de 1920, o senhor da guerra recrutou outros bandidos circassianos, denunciando os nacionalistas de Kemal como "sindicalistas e maçons perversos". 
Em 28 de abril, o sultão convocou 4.000 soldados conhecidos como Kuva-yi İnzibatiye (Exército do Califado) para combater os nacionalistas. Então, usando dinheiro dos Aliados, outra força de cerca de 2.000 homens de habitantes não muçulmanos foi inicialmente enviada para İznik. O governo do sultão enviou forças sob o nome de Exército do Califado aos revolucionários para despertar a simpatia contra-revolucionária. Os britânicos, céticos quanto à força desses insurgentes, decidiram usar poder irregular para neutralizar os revolucionários. As forças nacionalistas estavam distribuídas por toda a Turquia, então muitas unidades menores foram enviadas para enfrentá-las. Em İzmit havia dois batalhões do exército britânico. Essas unidades seriam usadas para derrotar os guerrilheiros sob o comando de Ali Fuat e Refet Paxá.

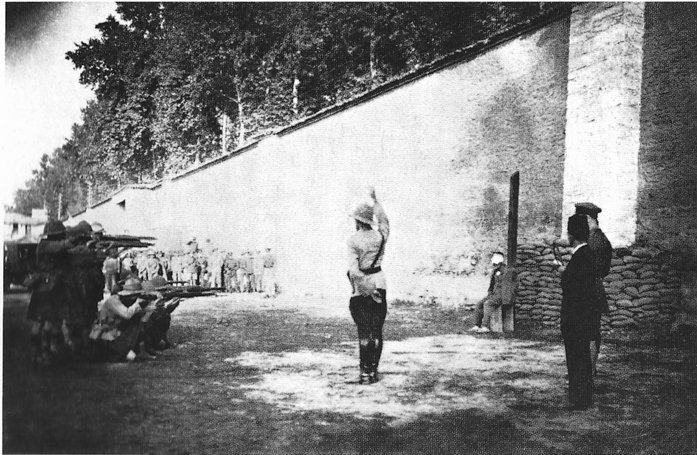
Execução de um kemalista pelas forças britânicas em Izmit (1920)

A Anatólia tinha muitas forças concorrentes em seu solo: tropas britânicas, milícia nacionalista (Kuva-yi Milliye), o exército do sultão (Kuva-yi İnzibatiye) e os bandos de Anzavur. Em 13 de abril de 1920, uma revolta apoiada por Anzavur contra o GNA ocorreu em Düzce como consequência direta da fatwa. Em poucos dias, a rebelião se espalhou para Bolu e Gerede. O movimento tomou conta do noroeste da Anatólia por cerca de um mês. Em 14 de junho, a milícia nacionalista travou uma batalha campal perto de İzmit contra o Kuva-yi İnzibatiye, os bandos de Anzavur e unidades britânicas. No entanto, sob forte ataque, alguns dos Kuva-yi İnzibatiye desertaram e se juntaram à milícia nacionalista. Anzavur não teve tanta sorte, pois os nacionalistas encarregaram Ethem, o circassiano, de esmagar a revolta de Anzavur. Isso revelou que o sultão não tinha o apoio inabalável de seus próprios homens e aliados. Enquanto isso, o restante dessas forças recuou para trás das linhas britânicas que mantinham suas posições. Por enquanto, Istambul estava fora do alcance de Ancara.
O confronto fora de İzmit trouxe consequências sérias. As forças britânicas conduziram operações de combate contra os nacionalistas e a Força Aérea Real realizou bombardeios aéreos contra as posições, o que forçou as forças nacionalistas a recuar temporariamente para missões mais seguras. O comandante britânico na Turquia, general George Milne —, pediu reforços. Isso levou a um estudo para determinar o que seria necessário para derrotar os nacionalistas turcos. O relatório, assinado pelo marechal de campo francês Ferdinand Foch, concluiu que 27 divisões eram necessárias, mas o exército britânico não tinha 27 divisões de sobra. Além disso, uma mobilização desse porte poderia ter consequências políticas desastrosas em casa. A Primeira Guerra Mundial tinha acabado de terminar, e o público britânico não apoiaria outra expedição longa e custosa.
Os britânicos aceitaram o fato de que um movimento nacionalista não poderia ser derrotado sem a mobilização de forças consistentes e bem treinadas. Em 25 de junho, as forças originárias de Kuva-i İnzibatiye foram desmanteladas sob supervisão britânica. Os britânicos perceberam que a melhor opção para derrotar esses nacionalistas turcos era usar uma força testada em batalha e feroz o suficiente para lutar contra os turcos em seu próprio território. Os britânicos não precisaram ir além do vizinho da Turquia que já ocupava seu território: a Grécia.

### Tratado de Sèvres

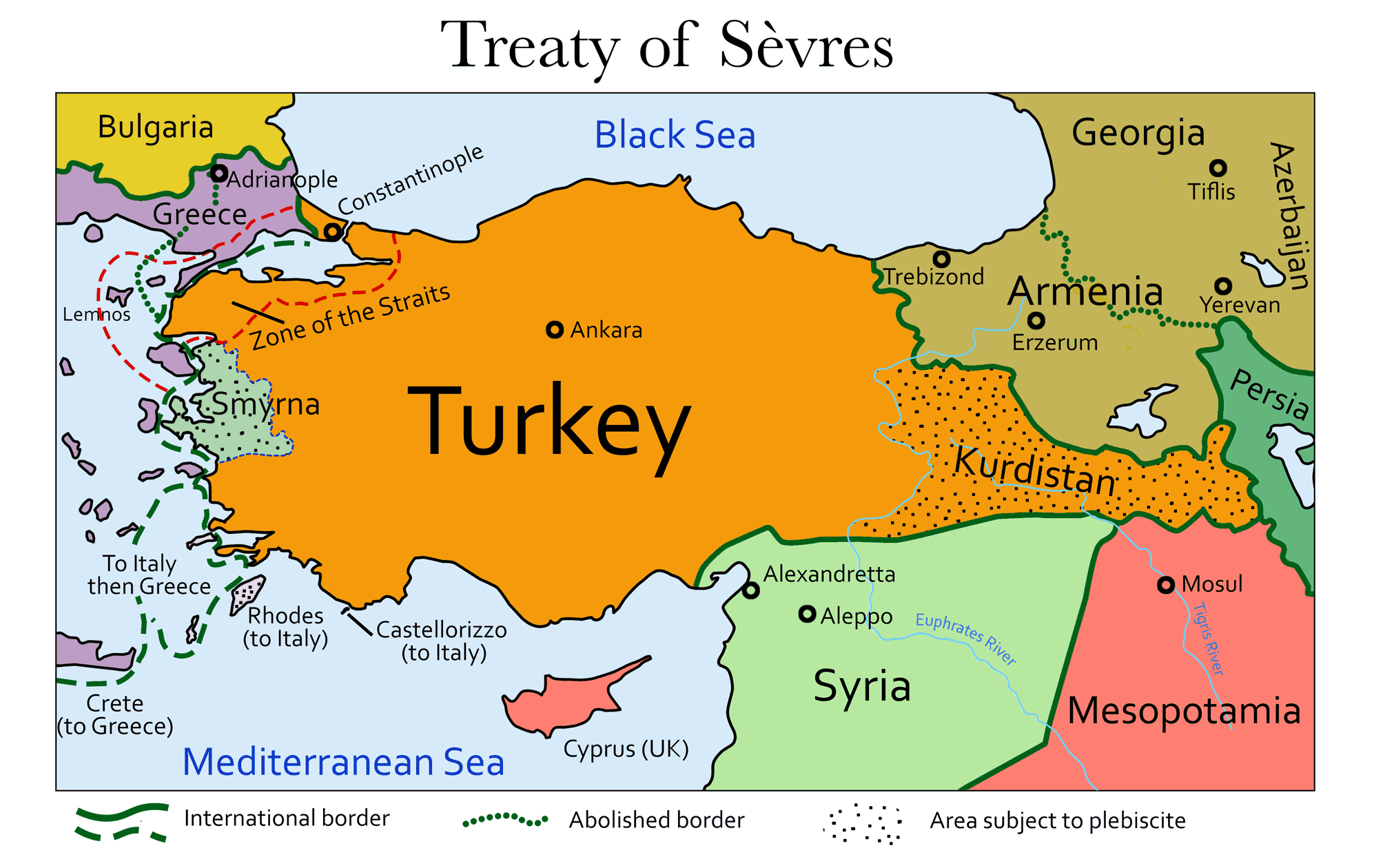
Fronteiras (esferas de influência não mostradas) do Império Otomano de acordo com o Tratado de Sèvres (1920) não ratificado, que foi anulado e substituído pelo Tratado de Lausanne em 1923

Eleftherios Venizelos, pessimista com a rápida deterioração da situação na Anatólia, solicitou aos Aliados que um tratado de paz fosse elaborado com a esperança de que os combates cessassem.
O subsequente Tratado de Sèvres, em agosto de 1920, confirmou que as províncias árabes do império seriam reorganizadas em novas nações dadas à Grã-Bretanha e à França na forma de mandatos pela Liga das Nações, enquanto o resto do Império seria dividido entre Grécia, Itália, França (via mandato sírio), Grã-Bretanha (via mandato iraquiano), Armênia (potencialmente sob um mandato americano) e Geórgia. Esmirna realizaria um plebiscito sobre se permaneceria com a Grécia ou a Turquia, e a região do Curdistão realizaria um sobre a questão da independência. As esferas de influência britânica, francesa e italiana também se estenderiam à Anatólia além das concessões de terras. A antiga capital Constantinopla, bem como os Dardanelos, estariam sob o controle internacional da Liga das Nações.
Entretanto, o tratado nunca pôde entrar em vigor. O tratado foi extremamente impopular, com protestos contra o documento final realizados antes mesmo de sua divulgação na praça Sultanahmet. Embora Mehmed VI e Ferid Paxá detestassem o tratado, não queriam que Istambul se juntasse a Ancara na luta nacionalista.  O governo otomano e a Grécia nunca o ratificaram. Embora Ferid Paxá tenha assinado o tratado, o Senado Otomano, a câmara alta com assentos nomeados pelo sultão, recusou-se a ratificá-lo. A Grécia discordou sobre as fronteiras traçadas. Os outros aliados começaram a fragmentar seu apoio ao acordo imediatamente. A Itália começou a apoiar abertamente os nacionalistas com armas no final de 1920, e os franceses assinaram outro tratado de paz separado com Ancara apenas alguns meses depois.
O governo do GNA de Kemal respondeu ao Tratado de Sèvres promulgando uma nova constituição em janeiro de 1921. A constituição resultante consagrou o princípio da soberania popular; autoridade não derivada do sultão não eleito, mas do povo turco que elege governos representativos de seus interesses. Este documento se tornou a base legal para a guerra de independência do GNA, já que a assinatura do Tratado de Sèvres pelo sultão seria inconstitucional, já que seu cargo não foi eleito. Embora a constituição não especificasse um papel futuro do sultão, o documento deu a Kemal ainda mais legitimidade aos olhos dos turcos para uma resistência justificada contra Istambul.

## Combates

### Frente Sul

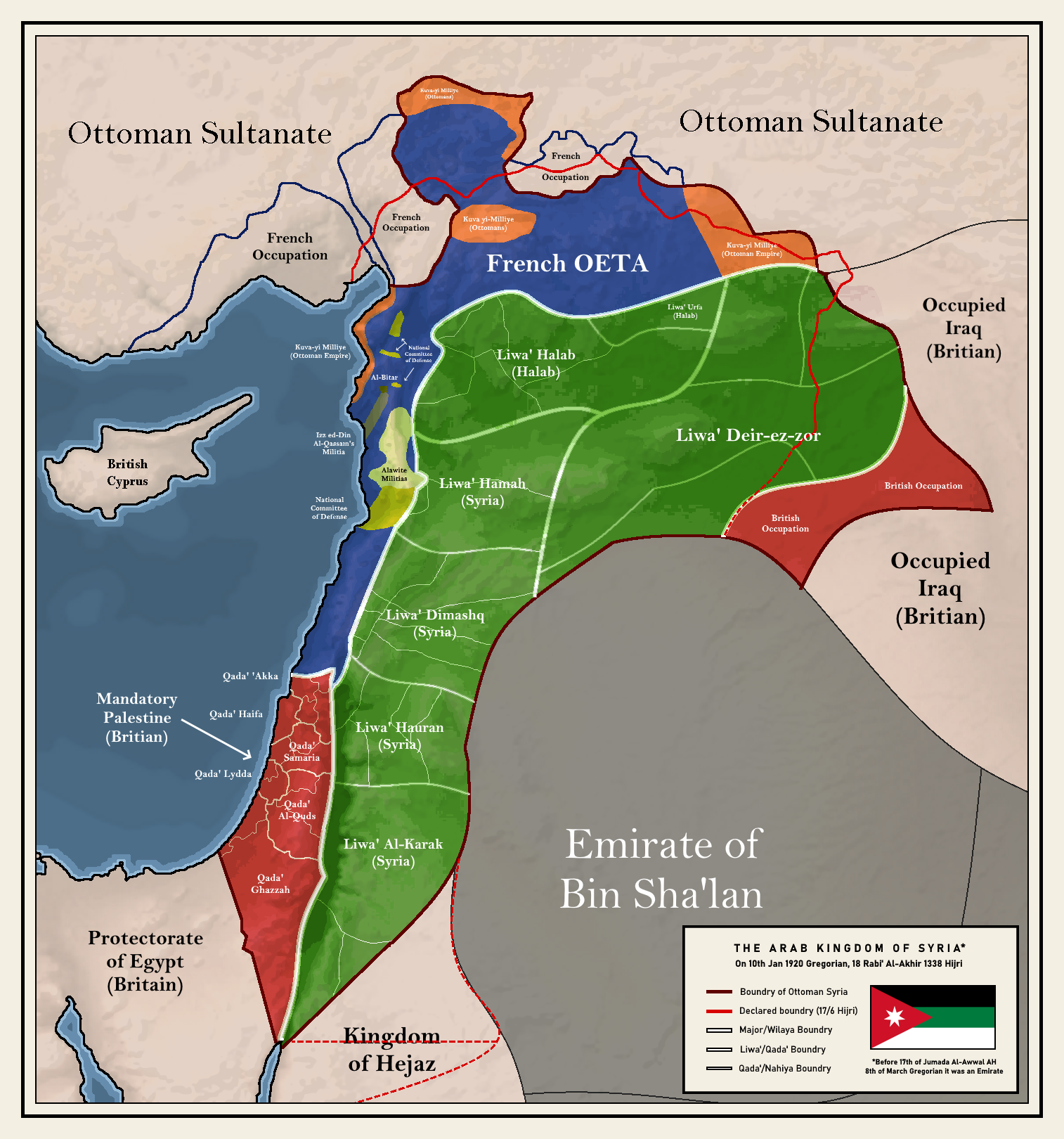
Situação militar da Síria e da Cilícia, janeiro de 1920

Em contraste com as frentes Oriental e Ocidental, a maioria dos Kuva-yi Milliye, desorganizada, estava lutando na Frente Sul contra a França. Eles tiveram ajuda dos sírios, que estavam travando sua própria guerra contra os franceses.
As tropas britânicas que ocuparam a costa da Síria no final da Primeira Guerra Mundial foram substituídas por tropas francesas em 1919, com o interior sírio indo para o autoproclamado Reino Árabe da Síria de Faiçal I. França que queria tomar o controle de toda a Síria e Cilícia. Havia também o desejo de facilitar o retorno dos refugiados armênios da região para suas casas, e a força de ocupação consistia na Legião Armênia Francesa, bem como em vários grupos de milícias armênias. 150.000 armênios foram repatriados para suas casas poucos meses após a ocupação francesa. Em 21 de janeiro de 1920, ocorreu uma revolta nacionalista turca e um cerco contra a guarnição francesa em Marash. A posição francesa tornou-se insustentável e eles recuaram para Islahiye, resultando no massacre de muitos armênios pela milícia turca.  Seguiu-se um cerco extenuante em Antep, que contou com intensa violência sectária entre turcos e arménios.  Após uma revolta fracassada dos nacionalistas em Adana, em 1921, os franceses e os turcos assinaram um armistício e, eventualmente, um tratado foi negociado demarcando a fronteira entre o governo de Ancara e a Síria controlada pelos franceses. No final, houve um êxodo em massa de armênios da Cilícia para a Síria controlada pelos franceses. Os sobreviventes armênios anteriores da deportação se encontraram novamente como refugiados e as famílias que evitaram o pior dos seis anos de violência foram forçadas a deixar suas casas, encerrando milhares de anos de presença cristã na Anatólia do Sul.  Sendo a França a primeira potência Aliada a reconhecer e negociar com o governo de Ancara apenas alguns meses após a assinatura do Tratado de Sèvres, foi a primeira a romper com a abordagem coordenada dos Aliados à questão oriental. Em 1923, o Mandato da Síria e do Líbano sob autoridade francesa seria proclamado no antigo território otomano.

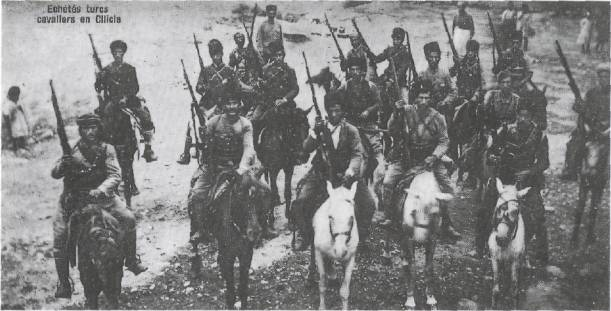
Milícias turcas na Cilícia

Alguns esforços de coordenação entre os nacionalistas turcos e os rebeldes sírios persistiram de 1920 a 1921, com os nacionalistas apoiando o reino de Faisal por meio de Ibrahim Hanunu e grupos alauitas que também lutavam contra os franceses.  Enquanto os franceses conquistavam a Síria, a Cilícia teve que ser abandonada.

### Frente Al-Jazira
Kuva-yi Milliye também se envolveu com forças britânicas na "Frente Al-Jazira", principalmente em Mosul. Ali İhsan Paxá (Sabis) e suas forças defendendo Mosul se renderiam aos britânicos em outubro de 1918, mas os britânicos ignoraram o armistício e tomaram a cidade, após o que o paxá também ignorou o armistício e distribuiu armas aos moradores locais.  Mesmo antes do movimento de Mustafa Kemal estar totalmente organizado, comandantes desonestos encontraram aliados em tribos curdas. Os curdos detestavam os impostos e a centralização exigidos pelos britânicos, incluindo o xeique Mamude, da família Barzani. Tendo apoiado anteriormente a invasão britânica da Mesopotâmia para se tornar governador do Curdistão do Sul, Mamude se revoltou, mas foi preso em 1919. Sem legitimidade para governar a região, ele foi libertado do cativeiro em Suleimânia, onde novamente declarou uma revolta contra os britânicos como Rei do Curdistão. Embora existisse uma aliança com os turcos, pouco apoio material veio de Ancara e, em 1923, havia um desejo de cessar as hostilidades entre os turcos e os britânicos às custas de Barzanji. Mahmud foi deposto em 1924 e, após um plebiscito em 1926, Mosul foi concedida ao Iraque controlado pelos britânicos. 

### Frente Oriental

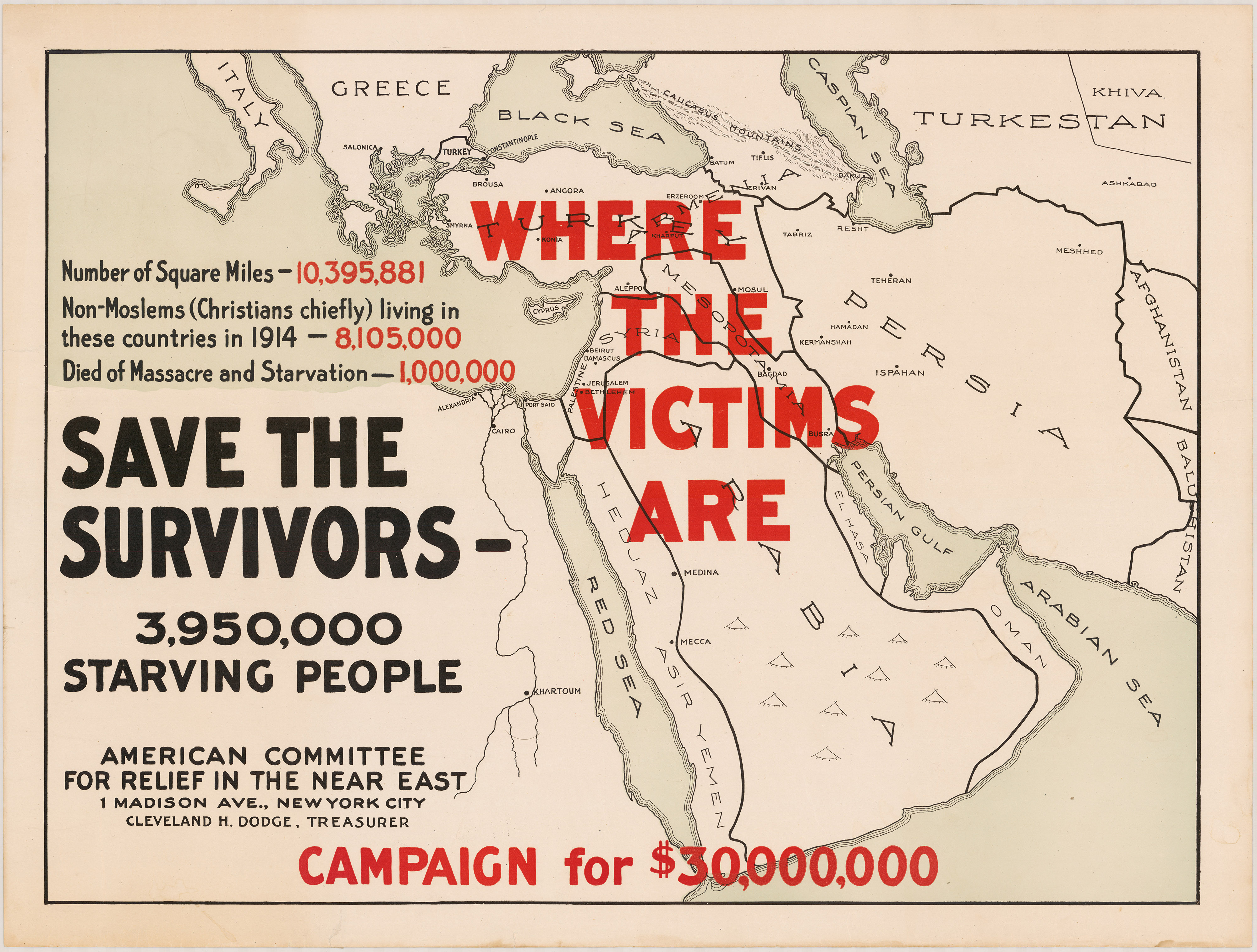
Cartaz de arrecadação de fundos do Comitê Americano de Socorro no Oriente Próximo

Desde 1917, o Cáucaso estava em um estado caótico. A fronteira da recém-independente Armênia e do Império Otomano foi definida no Tratado de Brest-Litovsk (3 de março de 1918) após a revolução bolchevique, e mais tarde pelo Tratado de Batum (4 de junho de 1918). A leste, a Armênia estava em guerra com a República Democrática do Azerbaijão após a dissolução da República Democrática Federativa da Transcaucásia e recebeu apoio do Exército Russo Branco de Anton Denikin. Era óbvio que após o Armistício de Mudros (30 de outubro de 1918) a fronteira oriental não permaneceria como estava traçada, o que exigiu a evacuação do exército otomano de volta às suas fronteiras de 1914. Logo após a assinatura do Armistício de Mudros, repúblicas provisórias pró-otomanas foram proclamadas em Carse e Aras, que foram posteriormente invadidas pela Armênia. Os soldados otomanos estavam convencidos de que não deveriam desmobilizar-se para que a área não se tornasse uma "segunda Macedónia".  Ambos os lados das novas fronteiras tinham enormes populações de refugiados e fome, que foram agravadas pela violência sectária renovada e mais simétrica. Houve negociações em andamento com a diáspora armênia e as potências aliadas sobre a reformulação da fronteira. Woodrow Wilson concordou em transferir territórios para a Armênia com base nos princípios de autodeterminação nacional. Os resultados dessas negociações seriam refletidos no Tratado de Sèvres (10 de agosto de 1920).
Kâzım Karabekir Paxá, comandante do XV Corpo, encontrou refugiados muçulmanos fugindo do exército armênio, mas não tinha autoridade para cruzar a fronteira. Os dois relatórios de Karabekir (30 de maio e 4 de junho de 1920) delinearam a situação na região. Ele recomendou redesenhar as fronteiras orientais, especialmente ao redor de Erzurum. O governo russo foi receptivo e exigiu que Vã e Bitlisse fossem transferidos para a Armênia. Isso era inaceitável para os revolucionários turcos. Entretanto, o apoio soviético foi absolutamente vital para o movimento nacionalista turco, já que a Turquia era subdesenvolvida e não tinha indústria nacional de armamentos. Bakir Sami (Kunduh) foi designado para negociar com os bolcheviques.
Em 24 de setembro de 1920, o XV Corpo de Karabekir e a milícia curda avançam sobre Carse, derrotando a oposição armênia e depois Alexandropol. Com um avanço iminente sobre Erevã, em 28 de novembro de 1920, o 11º Exército Vermelho sob o comando de Anatoliy Gekker cruzou a Armênia a partir do Azerbaijão soviético, e o governo armênio se rendeu às forças bolcheviques, encerrando o conflito.
O Tratado de Alexandropol (2 a 3 de dezembro de 1920) foi o primeiro tratado (embora ilegítimo) assinado pelos revolucionários turcos. O 10º artigo do Tratado de Alexandropol declarou que a Armênia renunciou ao Tratado de Sèvres e à sua partilha da Anatólia. O acordo foi assinado com representantes do antigo governo da Armênia, que naquela época não tinha poder de jure ou de fato na Armênia, uma vez que o domínio soviético já estava estabelecido no país. Em 16 de março de 1921, os bolcheviques e a Turquia assinaram um acordo mais abrangente, o Tratado de Carse, que envolveu representantes da Armênia Soviética, do Azerbaijão Soviético e da Geórgia Soviética.

### Frente Ocidental

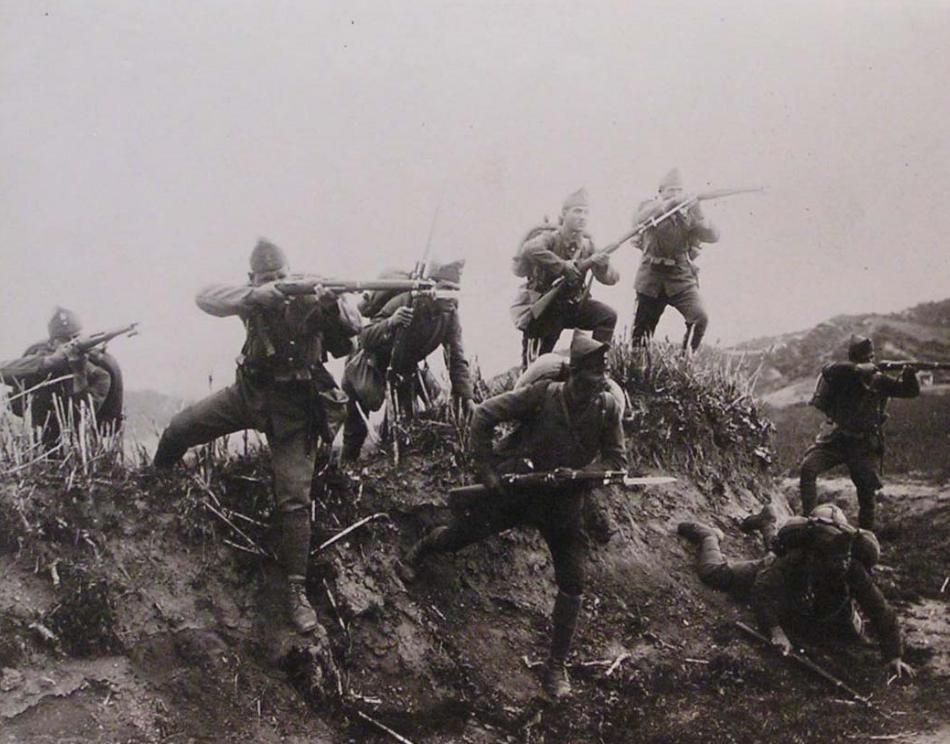
Uma fotografia das tropas do Exército Helênico avançando sobre posições nacionalistas durante a Ofensiva de Verão Grega de 1920

A Guerra Greco-Turca — chamada de "Frente Ocidental" pelos turcos e de "Campanha da Ásia Menor" pelos gregos — começou quando as forças gregas desembarcaram em Esmirna (hoje Izmir), em 15 de maio de 1919. Um perímetro ao redor da cidade conhecido como Linha Milne foi estabelecido, onde uma guerra de guerrilha de baixa intensidade começou.
O conflito se intensificou quando a Grécia e a Grã-Bretanha realizaram uma ofensiva conjunta no verão de 1920, que foi condenada por Istambul, que assumiu o controle da costa de Mármara e forneceu profundidade estratégica à zona de ocupação de Esmirna. As cidades de Izmit, Manisa, Balequessir, Aidim e Bursa foram tomadas com pouca resistência turca.
Uma segunda ofensiva grega foi lançada no outono com o objetivo de pressionar Istambul e Ancara a assinar o Tratado de Sèvres. Este processo de paz foi temporariamente interrompido com a queda de Venizelos, quando o Rei Alexandre, pró-Entente, morreu de sepse após ser mordido por um macaco. Para grande desgosto dos Aliados, ele foi substituído por seu pai anti-Entente, o Rei Constantino. A Grécia deixou de receber muito apoio dos Aliados após a mudança de poder. O Exército da Ásia Menor foi expurgado de oficiais venizelistas, e seus substitutos eram menos competentes.

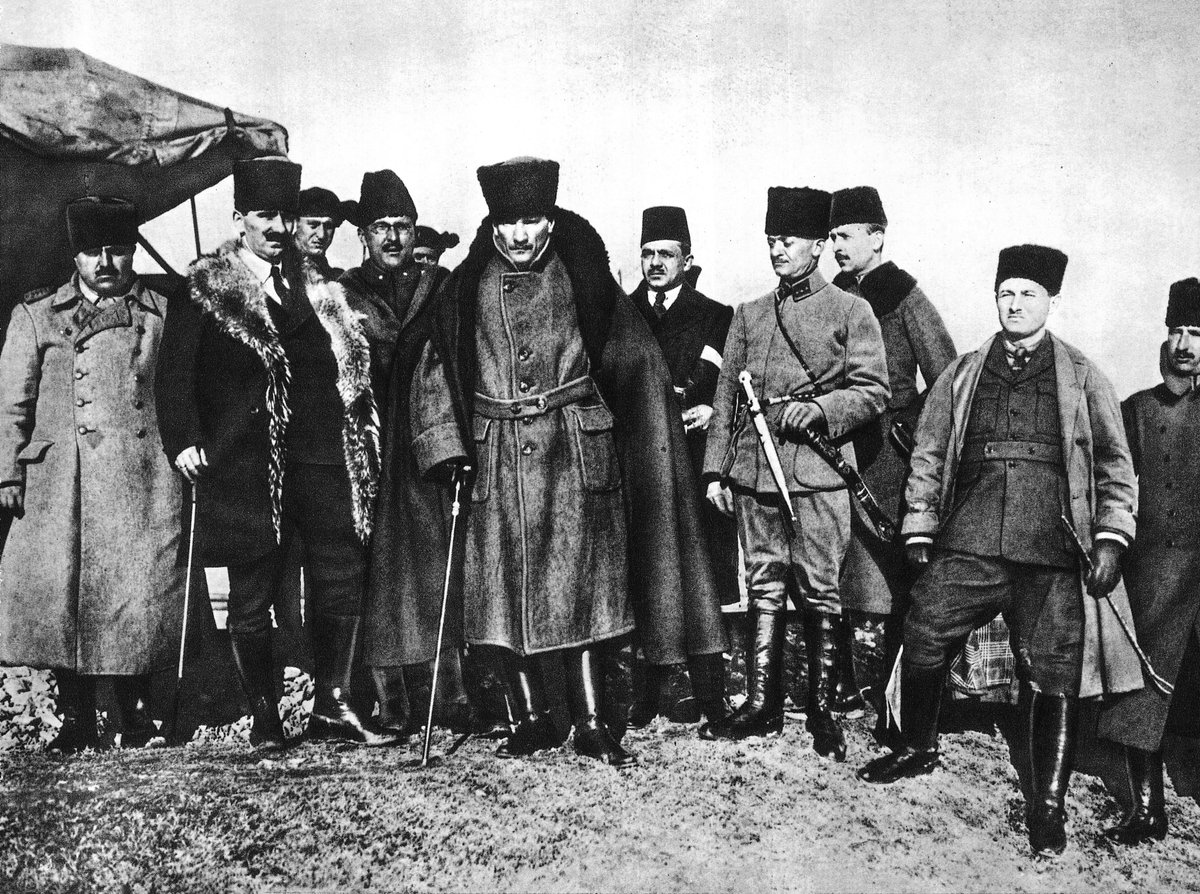
Mustafa Kemal Paxá e seus companheiros de armas no final da Primeira Batalha de İnönü

Quando a ofensiva foi retomada, os turcos obtiveram sua primeira vitória quando os gregos encontraram forte resistência na Primeira e Segunda batalha de İnönü, devido à organização de uma milícia irregular em um exército regular por İsmet Paxá. As duas vitórias levaram a propostas dos Aliados para alterar o Tratado de Sèvres, onde Ancara e Istambul estavam representadas, mas a Grécia recusou. Com a conclusão das frentes Sul e Leste, Ancara conseguiu concentrar mais forças no Ocidente contra os gregos. Eles também começaram a receber apoio da União Soviética, assim como da França e da Itália, que buscavam conter a influência britânica no Oriente Próximo.
Junho-julho de 1921 viu intensos combates na Batalha de Cutáquia-Esquixequir. Embora tenha sido uma vitória grega, o exército turco recuou em boa ordem para o Rio Sacaria, sua última linha de defesa. Mustafa Kemal Paxá substituiu İsmet Paxá após a derrota como comandante-chefe e também em suas funções políticas. A decisão foi tomada no comando militar grego de marchar até a capital nacionalista, Ancara, para forçar Mustafa Kemal a sentar-se à mesa de negociações. Durante 21 dias, os turcos e gregos travaram uma batalha campal no rio Sacaria, que terminou com a retirada grega. Seguiu-se quase um ano de impasse sem muita luta, durante o qual o moral e a disciplina gregos vacilaram enquanto a força turca aumentava. Forças francesas e italianas evacuaram a Anatólia. Os Aliados ofereceram um armistício aos turcos, que Mustafa Kemal recusou.

#### Negociações de paz e a Grande Ofensiva (1921–1922)

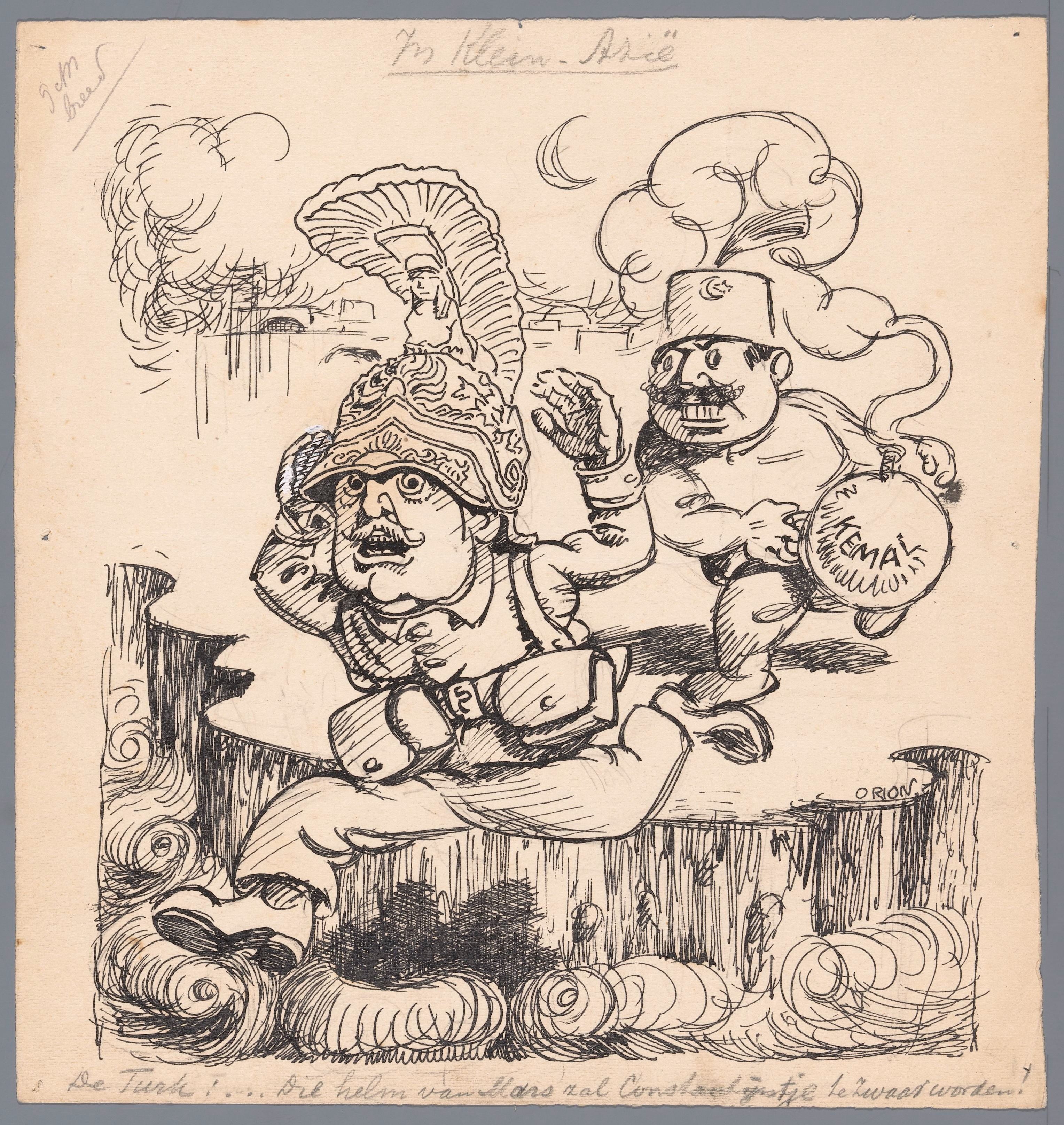
Uma charge política: o rei grego Constantino foge da bomba onde está escrito "KEMAL"

Para salvar o Tratado de Sèvres, a Tríplice Entente forçou os revolucionários turcos a concordar com os termos por meio de uma série de conferências em Londres. A conferência de Londres deu à Tríplice Entente uma oportunidade de reverter algumas de suas políticas. Em outubro, as partes da conferência receberam um relatório do Almirante Mark Lambert Bristol. Ele organizou uma comissão para analisar a situação e investigar o derramamento de sangue durante a ocupação de Izmir e as atividades subsequentes na região. A comissão relatou que, se a anexação não ocorresse, a Grécia não seria a única força de ocupação nesta área. O Almirante Bristol não tinha muita certeza de como explicar essa anexação ao presidente dos EUA, Woodrow Wilson, pois insistiu no "respeito às nacionalidades" nos Quatorze Pontos. Ele acreditava que os sentimentos dos turcos “nunca aceitariam esta anexação”.
Nem a Conferência de Londres nem o relatório do Almirante Mark Lambert Bristol mudaram a posição do primeiro-ministro britânico David Lloyd George. Em 12 de fevereiro de 1921, ele prosseguiu com a anexação da costa do Mar Egeu, seguida pela ofensiva grega. David Lloyd George agiu de acordo com seus sentimentos, que foram desenvolvidos durante a Batalha de Galípoli, ao contrário do General Milne, que era seu oficial no terreno.

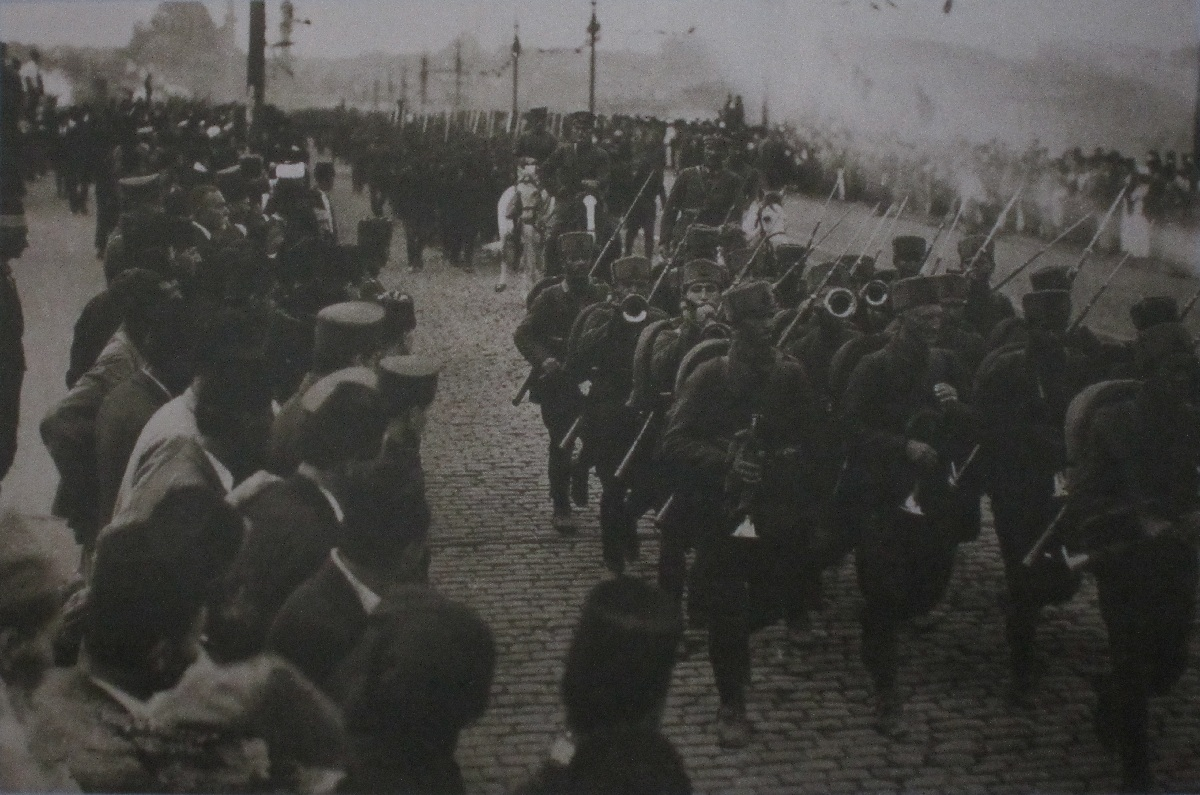
Tropas turcas entram em Constantinopla em 6 de outubro de 1923

As primeiras negociações entre as partes falharam durante a Conferência de Londres. O cenário para a paz foi preparado após a decisão da Tríplice Entente de fazer um acordo com os revolucionários turcos. Antes das negociações com a Entente, os nacionalistas estabeleceram parcialmente suas fronteiras orientais com a República Democrática da Armênia, assinando o Tratado de Alexandropol, mas mudanças no Cáucaso — especialmente o estabelecimento da RSS da Armênia — exigiram mais uma rodada de negociações. O resultado foi o Tratado de Carse, um tratado sucessor do anterior Tratado de Moscou de março de 1921. Foi assinado em Carse com a RSFS Russa em 13 de Outubro de 1921 e ratificado em Erevã em 11 de Setembro de 1922.
Os britânicos estavam preparados para defender a zona neutra de Constantinopla e os estreitos e os franceses pediram a Kemal que a respeitasse, ao que ele concordou em 28 de setembro. No entanto, a França, a Itália, a Jugoslávia e os Domínios Britânicos opuseram-se a uma nova guerra. França, Itália e Grã-Bretanha pediram que Mustafa Kemal iniciasse negociações de cessar-fogo. Em troca, em 29 de setembro, Kemal solicitou que as negociações fossem iniciadas em Mudanya. Isso foi acordado em 11 de outubro, duas horas antes dos britânicos pretenderem enfrentar as forças nacionalistas em Çanak, e assinado no dia seguinte. Os gregos inicialmente recusaram-se a concordar, mas fizeram-no em 13 de Outubro. Os factores que persuadiram a Turquia a assinar podem ter incluído a chegada de reforços britânicos. Com o governo e o público britânicos firmemente contra a guerra, a Crise de Chanak levou ao colapso do governo de coalizão de David Lloyd George.

#### Armistício de Mudanya
A cidade turística de Mudanya, no litoral de Mármara, sediou a conferência para organizar o armistício em 3 de outubro de 1922. İsmet Paxá, comandante dos exércitos ocidentais, estava à frente dos Aliados. A cena era diferente de Mudros, pois os britânicos e os gregos estavam na defensiva. A Grécia foi representada pelos Aliados.
Os britânicos ainda esperavam que o GNA fizesse concessões. Desde o primeiro discurso, os britânicos ficaram surpresos quando Ancara exigiu o cumprimento do Pacto Nacional. Durante a conferência, as tropas britânicas em Constantinopla estavam se preparando para um ataque kemalista. Nunca houve combates na Trácia, pois as unidades gregas se retiraram antes que os turcos cruzassem os estreitos da Ásia Menor. A única concessão que İsmet fez aos britânicos foi um acordo de que suas tropas não avançariam mais em direção aos Dardanelos, o que proporcionou um refúgio seguro para as tropas britânicas enquanto a conferência continuasse. A conferência se arrastou muito além das expectativas originais. No final, foram os britânicos que cederam aos avanços de Ancara.

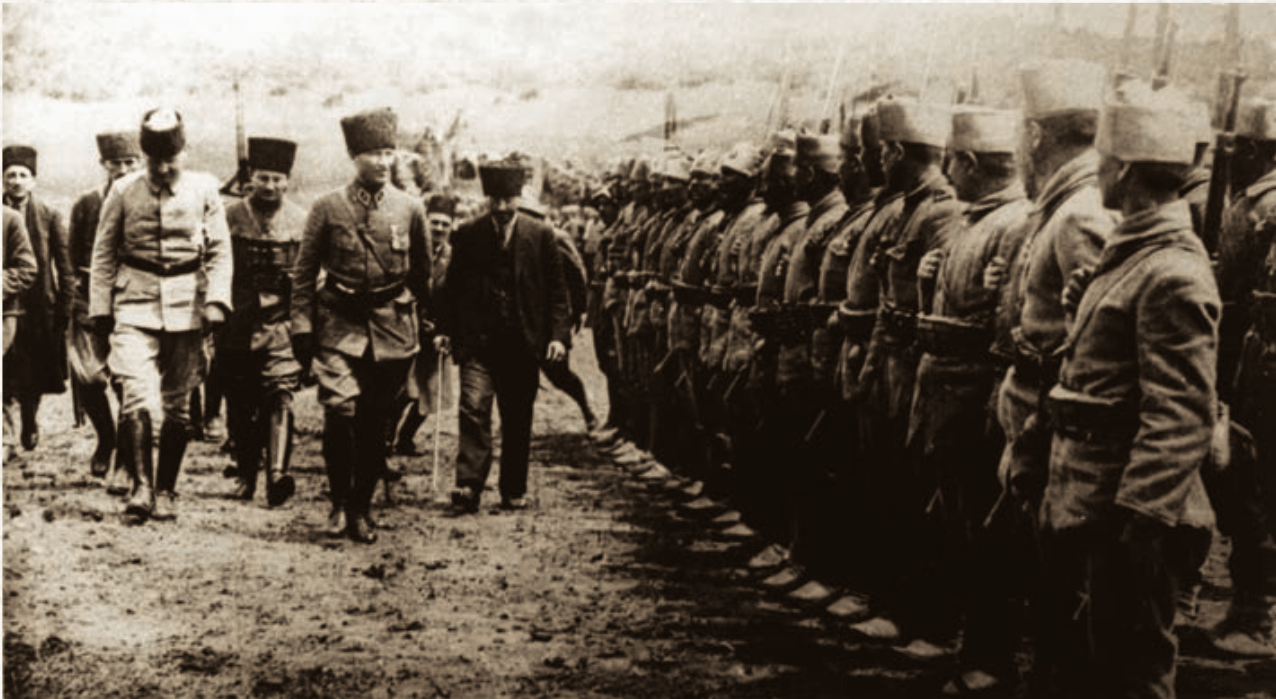
Kemal Paxá inspeciona as tropas turcas (18 de junho de 1922)

O Armistício de Mudanya foi assinado em 11 de outubro. Pelos seus termos, o exército grego se moveria para o oeste da Maritsa, liberando a Trácia oriental para os Aliados. O famoso autor americano Ernest Hemingway estava na Trácia na época e cobriu a evacuação da população grega da Trácia oriental. Ele escreveu vários contos sobre a Trácia e Esmirna, que aparecem em seu livro In Our Time. O acordo entrou em vigor em 15 de outubro. As forças aliadas permaneceriam no leste da Trácia por um mês para garantir a lei e a ordem. Em troca, Ancara reconheceria a ocupação britânica contínua de Constantinopla e das zonas do Estreito até que o tratado final fosse assinado.
Refet Bele foi designado para tomar o controle da Trácia oriental dos Aliados. Ele foi o primeiro representante a chegar à antiga capital. Os britânicos não permitiram a entrada dos cem gendarmes que o acompanharam. Essa resistência durou até o dia seguinte.

## Resultados

### Abolição do Sultanato
Kemal já havia decidido há muito tempo abolir o sultanato quando chegasse o momento certo. Após enfrentar a oposição de alguns membros da assembleia, usando sua influência como herói de guerra, ele conseguiu preparar um projeto de lei para a abolição do sultanato, que foi então submetido à Assembleia Nacional para votação. Nesse artigo, foi afirmado que a forma de governo em Constantinopla, baseada na soberania de um indivíduo, já havia deixado de existir quando as forças britânicas ocuparam a cidade após a Primeira Guerra Mundial. Além disso, foi argumentado que, embora o califado pertencesse ao Império Otomano, ele repousava no estado turco por sua dissolução e a Assembleia Nacional Turca teria o direito de escolher um membro da família otomana para o cargo de califa. Em 1º de novembro, a Grande Assembleia Nacional Turca votou pela abolição do sultanato. Mehmed VI fugiu da Turquia em 17 de novembro de 1922 no HMS Malaya; assim terminou a monarquia de mais de 600 anos. Ahmed Tevfik Paxá também renunciou ao cargo de Grão-Vizir (Primeiro-Ministro) alguns dias depois, sem substituto.

### Tratado de Lausanne

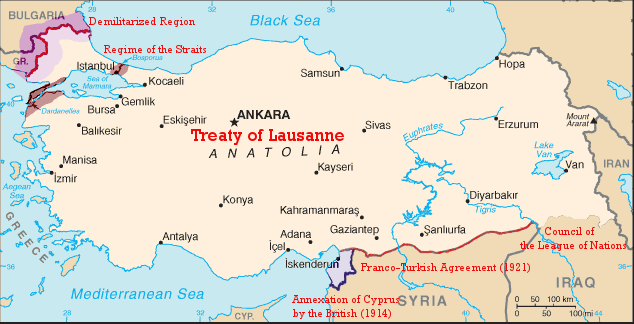
O Tratado de Lausanne, assinado em 1923, que garantiu a independência da Turquia, substituindo o Tratado de Sèvres

A Conferência de Lausanne começou em 21 de novembro de 1922 em Lausanne, Suíça, e durou até 1923. Seu objetivo era a negociação de um tratado para substituir o Tratado de Sèvres, que, sob o novo governo da Grande Assembleia Nacional, não era mais reconhecido pela Turquia. İsmet Paxá foi o principal negociador turco. İsmet manteve a posição básica do governo de Ancara de que ele deveria ser tratado como um estado independente e soberano, igual a todos os outros estados presentes na conferência. De acordo com as directivas de Mustafa Kemal, ao discutir questões relativas ao controlo das finanças e da justiça turcas, as Capitulações, os Estreitos Turcos e afins, ele recusou qualquer proposta que pudesse comprometer a soberania turca. Finalmente, após longos debates, em 24 de julho de 1923, o Tratado de Lausanne foi assinado. Dez semanas após a assinatura, as forças aliadas deixaram Istambul.
A conferência foi aberta com representantes do Reino Unido, França, Itália e Turquia. Ouviu discursos de Benito Mussolini, da Itália, e Raymond Poincaré, da França. Na conclusão, a Turquia concordou com as cláusulas políticas e a "liberdade dos estreitos", que era a principal preocupação da Grã-Bretanha. A questão do status de Mosul foi adiada, já que Curzon se recusou a ceder à posição britânica de que a área era parte do Iraque. A posse de Mosul pelo Mandato Britânico do Iraque foi confirmada por um acordo mediado pela Liga das Nações entre a Turquia e a Grã-Bretanha em 1926. A delegação francesa, no entanto, não atingiu nenhum de seus objetivos e, em 30 de janeiro de 1923, emitiu uma declaração de que não considerava o projeto de tratado mais do que uma "base de discussão". Os turcos, portanto, recusaram-se a assinar o tratado. Em 4 de fevereiro de 1923, Curzon fez um apelo final a İsmet Paxá para assinar, e quando ele recusou, o Secretário de Relações Exteriores interrompeu as negociações e partiu naquela noite no Expresso do Oriente.
O Tratado de Lausanne, finalmente assinado em julho de 1923, levou ao reconhecimento internacional da Grande Assembleia Nacional como o governo legítimo da Turquia e à soberania da República da Turquia como o estado sucessor do extinto Império Otomano. A maioria dos gols sob condição de soberania foram concedidos à Turquia. Além das fronteiras terrestres mais favoráveis da Turquia em comparação com o Tratado de Sèvres (como pode ser visto na imagem à direita), as capitulações foram abolidas, a questão de Mosul seria decidida por um plebiscito da Liga das Nações em 1926, enquanto a fronteira com a Grécia e a Bulgária seria desmilitarizada. O Estreito Turco ficaria sob uma comissão internacional que daria mais voz à Turquia (esse acordo seria substituído pela Convenção de Montreux em 1936). O Rio Maritsa (Meriç) se tornaria novamente a fronteira ocidental da Turquia, como era antes de 1914.

### Estabelecimento da República
A Turquia foi proclamada República em 29 de outubro de 1923, com Mustafa Kemal Paxá sendo eleito como o primeiro presidente. Ao formar seu governo, colocou Mustafa Fevzi (Çakmak), Köprülü Kâzım (Özalp) e İsmet (İnönü) em posições importantes. Eles o ajudaram a estabelecer suas subsequentes reformas políticas e sociais na Turquia, transformando o país em um estado-nação moderno e secular.

## Historiografia

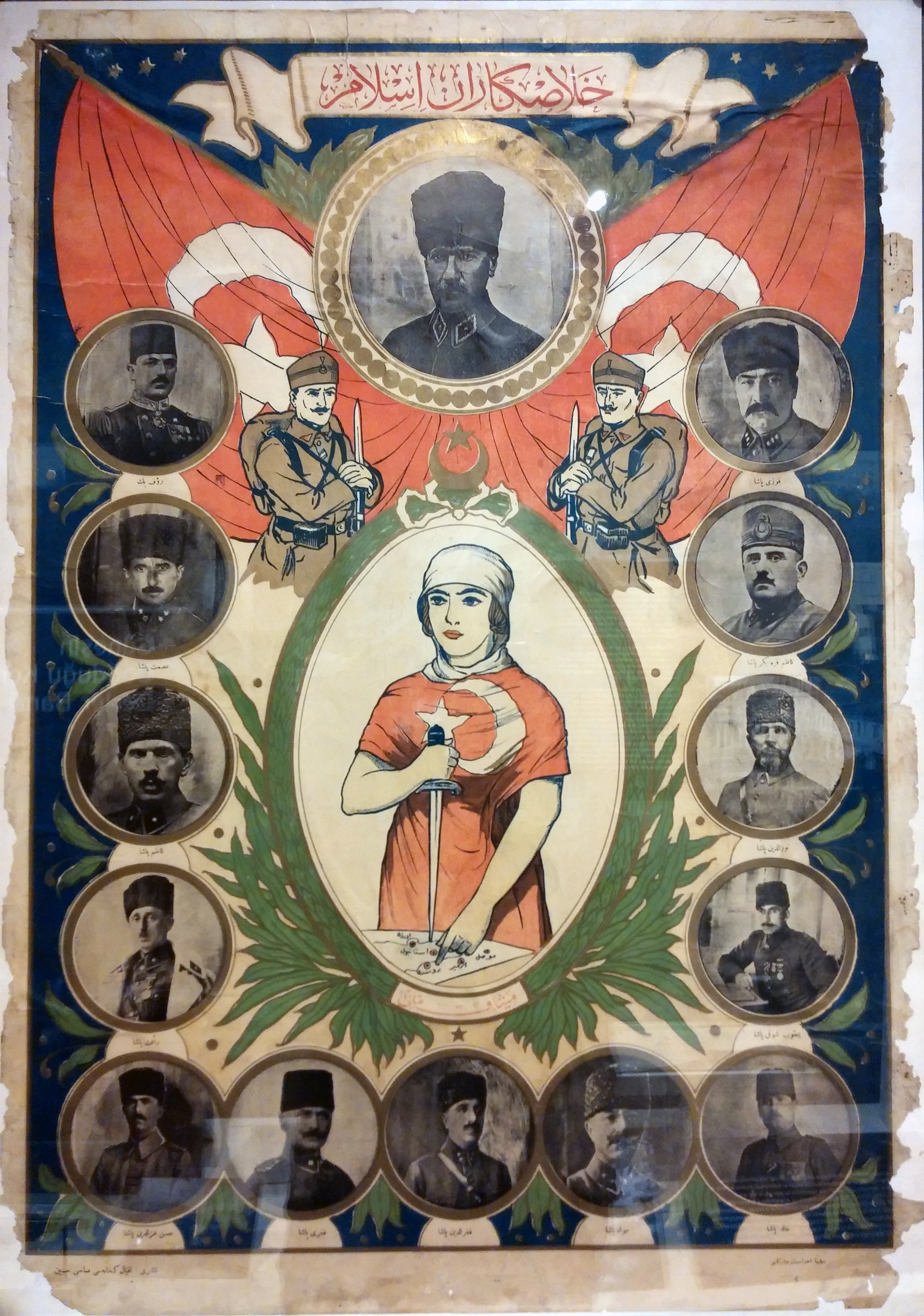
Cartaz de propaganda do Movimento Nacional Turco

A perspectiva turca ortodoxa sobre a guerra é baseada principalmente nos discursos (ver Nutuk) e nas narrativas de Mustafa Kemal Atatürk, um oficial de alta patente na Primeira Guerra Mundial e líder do Movimento Nacionalista. Kemal foi caracterizado como o fundador e único líder do Movimento Nacionalista. Fatos potencialmente negativos foram omitidos na historiografia ortodoxa. Essa interpretação teve um impacto tremendo na percepção da história turca, até mesmo por pesquisadores estrangeiros. A historiografia mais recente passou a entender a versão kemalista como uma abordagem nacionalista de eventos e movimentos que levaram à fundação da república. Isto foi conseguido através da marginalização de elementos indesejados que tinham ligações ao detestado e genocida CUP, elevando assim Kemal e as suas políticas.:805–806
Na versão turca ortodoxa dos acontecimentos, o Movimento Nacionalista rompeu com seu passado defeituoso e ganhou força com o apoio popular liderado por Kemal, dando-lhe consequentemente o sobrenome Atatürk, que significa "Pai dos Turcos". De acordo com historiadores como Donald Bloxham, E.J. Zürcher e Taner Akçam, esse não foi o caso na realidade, e um movimento nacionalista surgiu através do apoio dos líderes do CUP, muitos dos quais eram criminosos de guerra, pessoas que enriqueceram com ações confiscadas e não estavam sendo julgadas por seus crimes devido ao apoio crescente ao Movimento Nacional. Figuras kemalistas, incluindo muitos antigos membros do CUP, acabaram escrevendo a maior parte da história da guerra. A compreensão moderna na Turquia é grandemente influenciada por esta história nacionalista e politicamente motivada.:806
A alegação de que o Movimento Nacionalista surgiu como uma continuação do CUP é baseada no fato de que líderes nacionalistas como: Kâzım Karabekir e Fethi Okyar foram antigos membros do comitê. Entretanto, sua conduta durante e após a guerra mostra que vários movimentos estavam competindo entre si. Kazım Karabekir fez com que Halil Kut (tio de Enver Paxá) fosse deportado da Anatólia durante a guerra. Suspeitando que poderia reorganizar a CUP através das directivas de Enver Paxá, Mustafa Kemal nomeou Ali Fuat Cebesoy como representante em Moscovo depois de saber que Enver Paxá estava a fazer lobby na República Socialista Federativa Soviética da Rússia, tendo feito promessas de devolver a Anatólia durante o Congresso de Baku. Em julho de 1921, Enver Paxá organizou um congresso em Batumi para antigos membros do CUP que agora eram deputados da Grande Assembleia Nacional. Eles pretendiam tomar o poder e esperavam que os kemalistas perdessem a Batalha de Sakarya. Devido à liderança de Enver no movimento Basmachi e à visita de Djemal ao Afeganistão, Fahri Paxá foi nomeado embaixador no Afeganistão para minimizar seus esforços; a Turquia e o Afeganistão assinaram um tratado de amizade. Após a guerra, antigos membros de alto escalão do CUP permaneceram semi-ativos na política até serem expurgados após uma suposta tentativa de assassinato de Mustafa Kemal. O antigo ministro das Finanças Mehmed Cavid e o político Ziya Hurşit foram considerados culpados e executados e antigos membros como Kâzım Karabekir foram levados a julgamento, mas absolvidos
De acordo com Mesut Uyar, a Guerra da Independência Turca também foi uma guerra civil que ocorreu nas regiões do sul de Mármara, oeste e leste do Mar Negro e Anatólia Central. Ele afirma que seu aspecto de guerra civil é relegado a segundo plano nos livros oficiais e acadêmicos como "revoltas". Os perdedores da guerra civil que não apoiaram o sultão nem o governo de Ancara, que eles consideravam uma continuação do CUP, não se consideravam rebeldes. Ele enfatiza ainda que as baixas e perdas financeiras ocorridas na guerra civil são pelo menos tão catastróficas quanto a guerra travada contra os inimigos em outras frentes. Assim, ele conclui que a guerra foi semelhante à Revolução Russa.

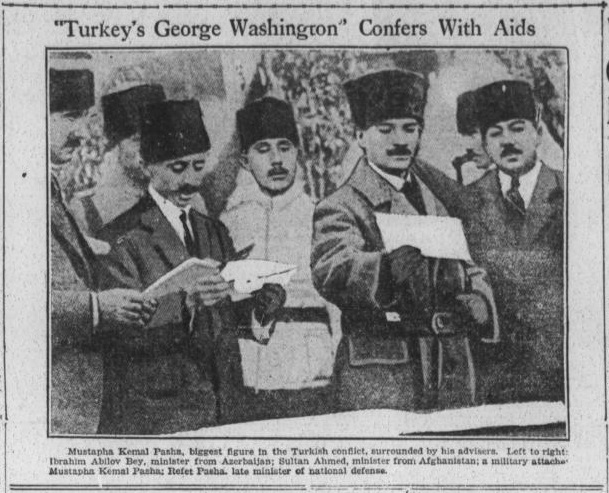
The Abilene Daily Reporter, sediado no Texas, EUA, chamou Mustafa Kemal de "George Washington da Turquia" em 13 de outubro de 1922

A preferência pelo termo "Kurtuluş Savaşı" (lit. Guerra de Libertação) foi criticada por Corry Guttstadt, pois faz com que a Turquia seja retratada como "uma vítima das forças imperialistas". Nesta versão dos acontecimentos, grupos minoritários são retratados como peões usados por essas forças. Os islâmicos turcos, a facção de direita e também os esquerdistas consideram essa narrativa histórica legítima. De fato, o Império Otomano entrou na Primeira Guerra Mundial com objetivos expansionistas. O governo da CUP pretendia expandir o Império para a Ásia Central. Quando foram derrotados, no entanto, eles se retrataram como vítimas, embora a guerra tenha trazido consequências terríveis para as minorias não muçulmanas. Guttstadt afirma que a Guerra da Independência da Turquia, que foi conduzida contra as minorias armênia e grega, foi uma campanha islâmica, uma vez que os Comitês de Defesa Nacional eram organizações fundadas com características islâmicas. Por outro lado, a adesão dos islâmicos à Guerra da Independência da Turquia não é comum. Durante a guerra, islâmicos como o xeique otomano al-Islām Mustafa Sabri acusaram o Movimento Nacionalista de Ancara de ser uma rebelião contra o califado e a monarquia. Após a guerra, os islamitas, perturbados pelas reformas secularistas de Mustafa Kemal na Turquia republicana, apresentaram várias teorias da conspiração para tentar desacreditar tanto a guerra como Kemal, o comandante-chefe do lado turco.
No entanto, da perspectiva turca, o termo "Kurtuluş Savaşı" é amplamente defendido, já que a esmagadora maioria dos turcos vê o evento como uma libertação de uma ocupação estrangeira. Um discurso proferido por Mustafa Kemal em 24 de abril de 1920, ao recém-estabelecido governo de Ancara, resumiu a perspectiva turca da situação: "É do conhecimento de todos que a sede do Califado e do Governo está sob ocupação temporária por forças estrangeiras e que nossa independência está muito restrita. Submeter-se a essas condições significaria a aceitação nacional de uma escravidão proposta a nós por potências estrangeiras." O Tratado de Sèvres promoveu ainda mais a narrativa turca da necessidade de "libertar" o país. Se nenhuma medida fosse tomada, o estado turco seria reduzido a um estado remanescente na Anatólia central, sob forte influência estrangeira.
O historiador armênio Richard G. Hovannisian escreve que os italianos estavam "ganhando favores" com as forças nacionalistas turcas ao permitir "venda e envio clandestinos de armas" para elas.

## Impactos

### Limpeza étnica
O historiador Erik Sjöberg conclui que "Parece, no final, improvável que os líderes nacionalistas turcos, embora seculares no nome, tenham tido qualquer intenção de permitir que qualquer minoria não muçulmana considerável permanecesse."  De acordo com Rıza Nur, um dos delegados turcos em Lausanne, escreveu que "eliminar pessoas de diferentes raças, línguas e religiões em nosso país é a questão mais ... vital".  Muitos homens gregos foram recrutados para batalhões de trabalho desarmado, onde a taxa de mortalidade por vezes ultrapassava os 90 por cento. Raymond Kévorkian afirma que “remover os não-turcos do santuário da Anatólia continuou a ser uma das” principais atividades dos nacionalistas turcos após a Primeira Guerra Mundial.  Impedir que os arménios e outros cristãos regressassem a casa e, portanto, permitir que as suas propriedades fossem retidas por aqueles que as tinham roubado durante a guerra, foi um factor fundamental para garantir o apoio popular ao Movimento Nacionalista Turco.  Os civis cristãos foram sujeitos à deportação forçada para serem expulsos do país, uma política que continuou após a guerra.  Estas deportações foram semelhantes às utilizadas durante o Genocídio Arménio e causaram muitas mortes.  Mais de 1 milhão de gregos foram expulsos assim como todos os armênios restantes nas áreas de Diarbaquir, Mardim, Urfa, Carpute e Malátia — forçados a cruzar a fronteira para a Síria sob mandato francês. 
Vahagn Avedian argumenta que a Guerra da Independência Turca não foi dirigida contra as Potências Aliadas, mas que seu principal objetivo era livrar-se de grupos minoritários não turcos. O movimento nacionalista manteve a política agressiva da CUP contra os cristãos. Foi declarado em um telegrama secreto do Ministro das Relações Exteriores Ahmet Muhtar (Mollaoğlu) para Kazım Karabekir em meados de 1921 que "o mais importante é eliminar a Armênia, tanto política quanto materialmente". Avedian sustenta que a existência da República Armênia foi considerada a "maior ameaça" para a continuação do estado turco e que, por essa razão, eles "cumpriram a política genocida de seu antecessor, o CUP". Depois que a população cristã foi destruída, o foco mudou para a população curda. A limpeza étnica também foi realizada contra os gregos pônticos com a colaboração dos governos de Ancara e Istambul.

### Turquia

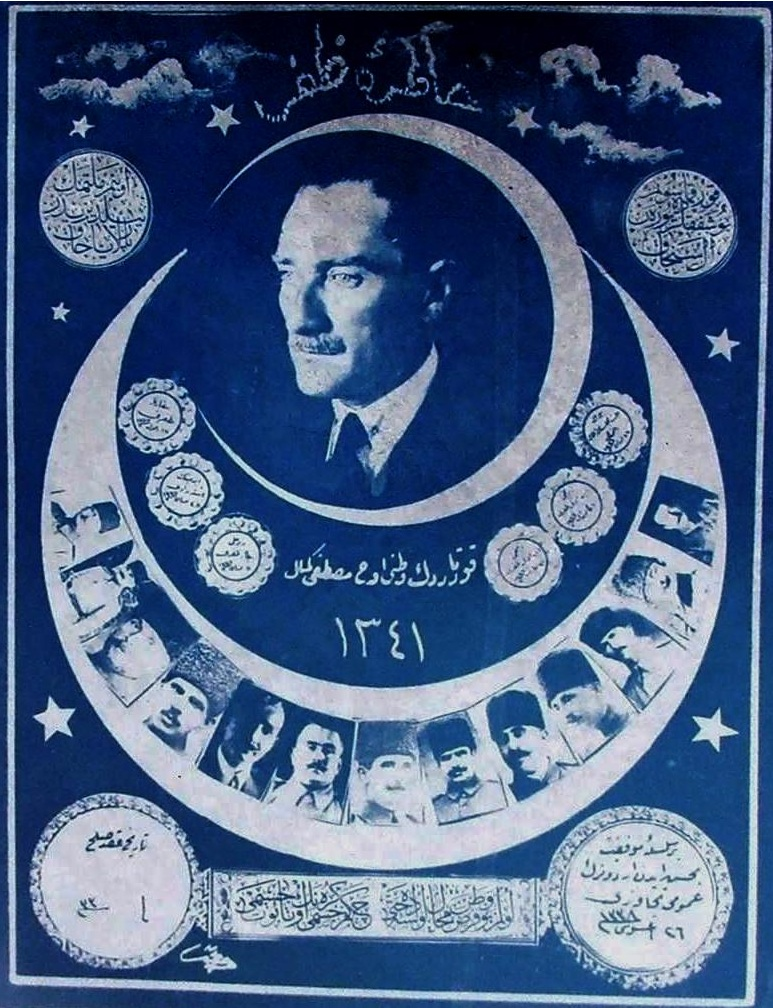
Hatıra-i Zafer (Memória da Vitória) por Hasan Sabri em 1925

A Grande Assembleia Nacional deixou de ser um conselho provisório e se tornou o principal órgão legislativo da Turquia. Em 1923, o A-RMHC mudou seu nome para Partido do Povo. Alguns anos depois, o nome seria mudado novamente por Mustafa Kemal para Partido Republicano do Povo (Cumhuriyet Halk Partisi, CHP), um dos principais partidos políticos da Turquia e também o mais antigo. O CHP governou a Turquia como um estado de partido único até as eleições gerais de 1946.

### Consequências da Crise de Chanak
Além de derrubar o governo britânico, a Crise de Chanak teria consequências de longo alcance na política de domínio britânico. Como o Domínio do Canadá não se via comprometido em apoiar uma potencial guerra britânica com o GNA de Kemal, a política externa do domínio se tornaria menos comprometida com a segurança do Império Britânico. Essa atitude de não comprometimento com o Império seria um momento decisivo no movimento gradual do Canadá em direção à independência, bem como no declínio do Império Britânico.

### Influência sobre outras nações
A mídia na Alemanha de Weimar cobriu extensivamente os eventos na Anatólia. Ihrig argumenta que a Guerra da Independência Turca teve um impacto mais definido no Putsch da Cervejaria do que a Marcha sobre Roma de Mussolini. Os alemães, incluindo Adolf Hitler, queriam abolir o Tratado de Versalhes, assim como o Tratado de Sèvres foi abolido. Após o golpe fracassado, a cobertura da mídia sobre a guerra cessou.